# Therizinosaurus cheloniformis
Therizinosaurus (il cui nome significa "lucertola falce") è un genere estinto di dinosauro teropode therizinosauride di grandi dimensioni vissuto nel Cretaceo superiore, circa 70 milioni di anni fa (Maastrichtiano), in quella che oggi è la Formazione Nemegt, Mongolia. Il genere contiene una singola specie, ossia T. cheloniformis, i cui primi resti furono ritrovati nel 1948 da una spedizione nel deserto del Gobi e successivamente descritti da Evgeny Maleev, nel 1954. Il genere è noto solo da poche ossa, tra cui i giganteschi unguali (ossa degli artigli) degli arti anteriori, da cui l'animale prende il nome, e ulteriori esemplari che comprendono elementi degli arti anteriori e posteriori, scoperti negli anni 1960 e 1980.

## Caratteristiche
Therizinosaurus è il più grande therizinosauro noto e raggiungeva una lunghezza di 9–10 metri (30–33 piedi), per un peso di 5 tonnellate. Come gli altri therizinosauri, Therizinosaurus era probabilmente un erbivoro che si nutriva delle fronde degli alberi, dotato di una ranfoteca (becco corneo) e di un ampio busto per la digestione del cibo. Gli arti anteriori erano particolarmente robusti e dotati di tre dita, le quali presentavano lunghi unguali che, a differenza di altri suoi parenti, erano molto rigidi e allungati, e presentavano una curvatura significativa solo sulla punta. Gli unguali degli arti anteriori di Therizinosaurus sono i più lunghi conosciuti tra gli animali terrestri, raggiungendo oltre 50 centimetri (500 millimetri) di lunghezza. In vita, gli artigli sarebbero stati ancora più lunghi grazie alla guaina cheratinosa che avvolge gli unguali. Gli arti posteriori erano robusti e terminavano in piedi con quattro dita funzionalmente portanti, diversamente dagli altri gruppi di teropodi in cui il primo dito era ridotto a uno sperone, caratteristica che li fa assomigliare ai sauropodomorfi.
Questo animale fu uno degli ultimi e più grandi rappresentanti del suo bizzarro gruppo, i Therizinosauria (precedentemente noti come Segnosauria; i segnosauri). Durante e dopo la sua descrizione originale nel 1954, fu difficile classificare Therizinosaurus per via della mancanza di esemplari completi e specie simili o imparentate. Inizialmente, Maleev pensava che i resti di Therizinosaurus appartenessero a un grande rettile simile a una tartaruga e nominò anche una famiglia separata per il genere: Therizinosauridae. Successivamente, con la scoperta di specie più complete, venne ipotizzato che Therizinosaurus e affini rappresentassero un lignaggio superstite di sauropodomorfi del tardo Cretaceo, o degli ornitischi di transizione, finché non venne ipotizzato che potesse trattarsi di teropodi. Dopo anni di dibattito tassonomico, tuttavia, ora sono collocati in uno dei maggiori cladi di dinosauri, i Theropoda, in particolare in Maniraptora. Da allora, Therizinosaurus è sempre stato classificato all'interno della sua famiglia Therizinosauridae.
Le insolite braccia e l'anatomia del corpo (estrapolate dai resti più completi di specie affini) di Therizinosaurus sono state spesso citate come esempio di evoluzione convergente con i chalicotheri e altri mammiferi principalmente erbivori, suggerendo abitudini alimentari simili. I lunghi artigli di Therizinosaurus erano più utili per avvicinare a sé la vegetazione, piuttosto che per attaccare o per difendersi per via della loro fragilità; tuttavia, potrebbero aver avuto un ruolo durante gli scontri intraspecifici o nell'intimidazione di potenziali rivali o predatori. Anche le sue braccia erano particolarmente resistenti agli stress, il che suggerisce che gli arti anteriori avessero un ruolo centrale nella vita di questi animali. Therizinosaurus era un animale molto alto, nonché uno degli erbivori più grandi del suo paleoambiente, il che implica che avesse poca competizione per il cibo; inoltre le sue dimensioni erano più che sufficienti come deterrente contro la maggior parte dei predatori del suo habitat, come Tarbosaurus.

## Descrizione

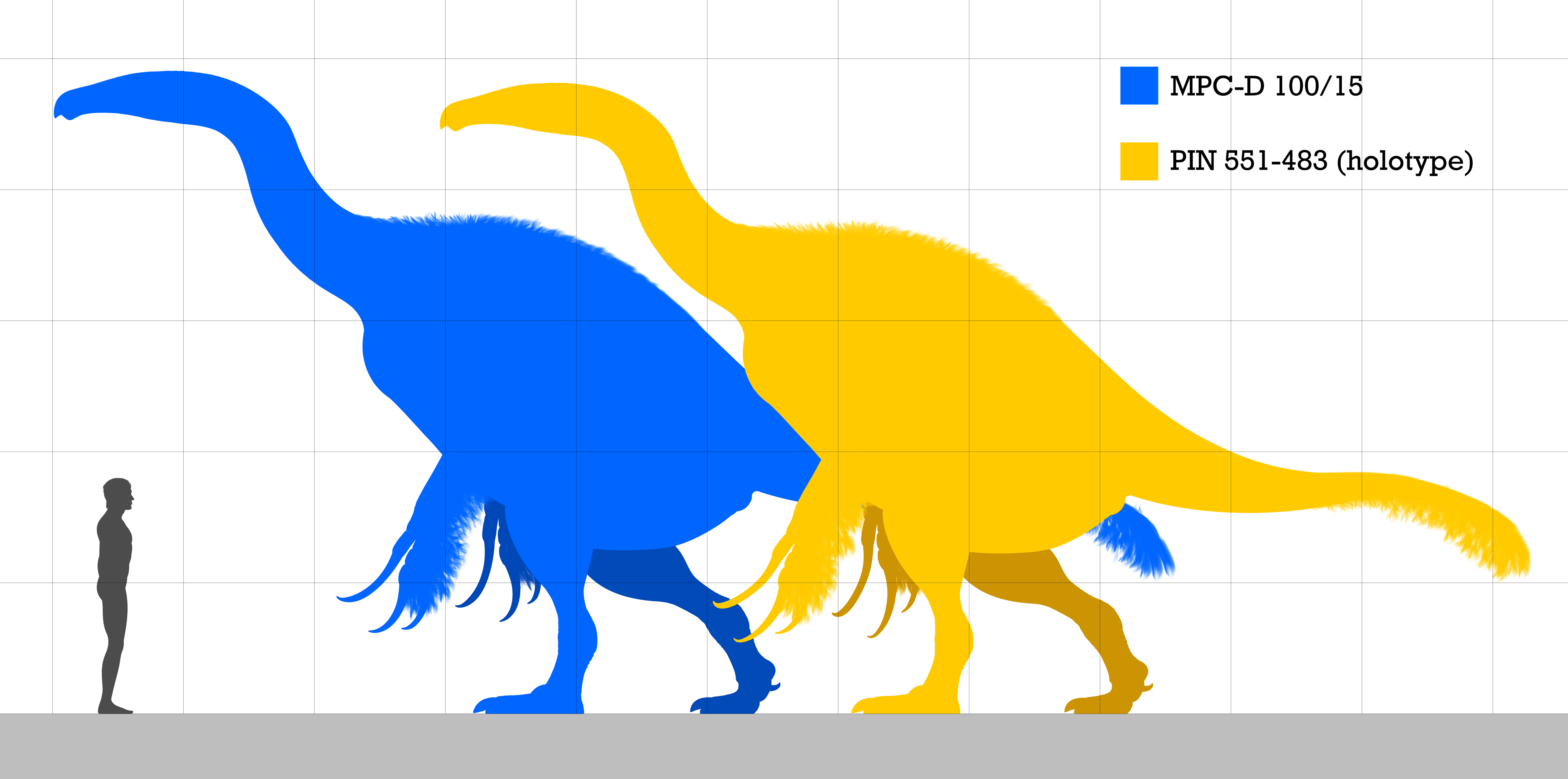
Dimensioni di due esemplari (olotipo in giallo), rispetto a un uomo

Per gli standard dei maniraptora, Therizinosaurus era un animale di dimensioni enormi, e si stima che raggiungesse da 9 a 10 metri di lunghezza, per un peso compreso tra le 3 e le 5 tonnellate. Queste dimensioni rendono Therizinosaurus il più grande therizinosauro conosciuto, nonché il più grande maniraptora conosciuto. Insieme al contemporaneo ornitomimosauro Deinocheirus, rappresenta il più grande maniraptoriforme conosciuto. Sebbene i resti del corpo di Therizinosaurus siano relativamente incompleti, si possono fare inferenze sulle sue caratteristiche fisiche basate su therizinosauridi più completi. Come altri membri della sua famiglia, Therizinosaurus aveva un cranio proporzionalmente piccolo provvisto di ranfoteca (becco corneo) in cima al suo lungo collo; un'andatura bipede; una grande pancia per la digestione del fogliame e piumaggio sparso. Altri tratti che erano probabilmente presenti in Therizinosaurus includono una colonna vertebrale fortemente pneumatizzata (piena di sacche d'aria) e un bacino ofistopubico (orientato all'indietro) di costruzione robusta.

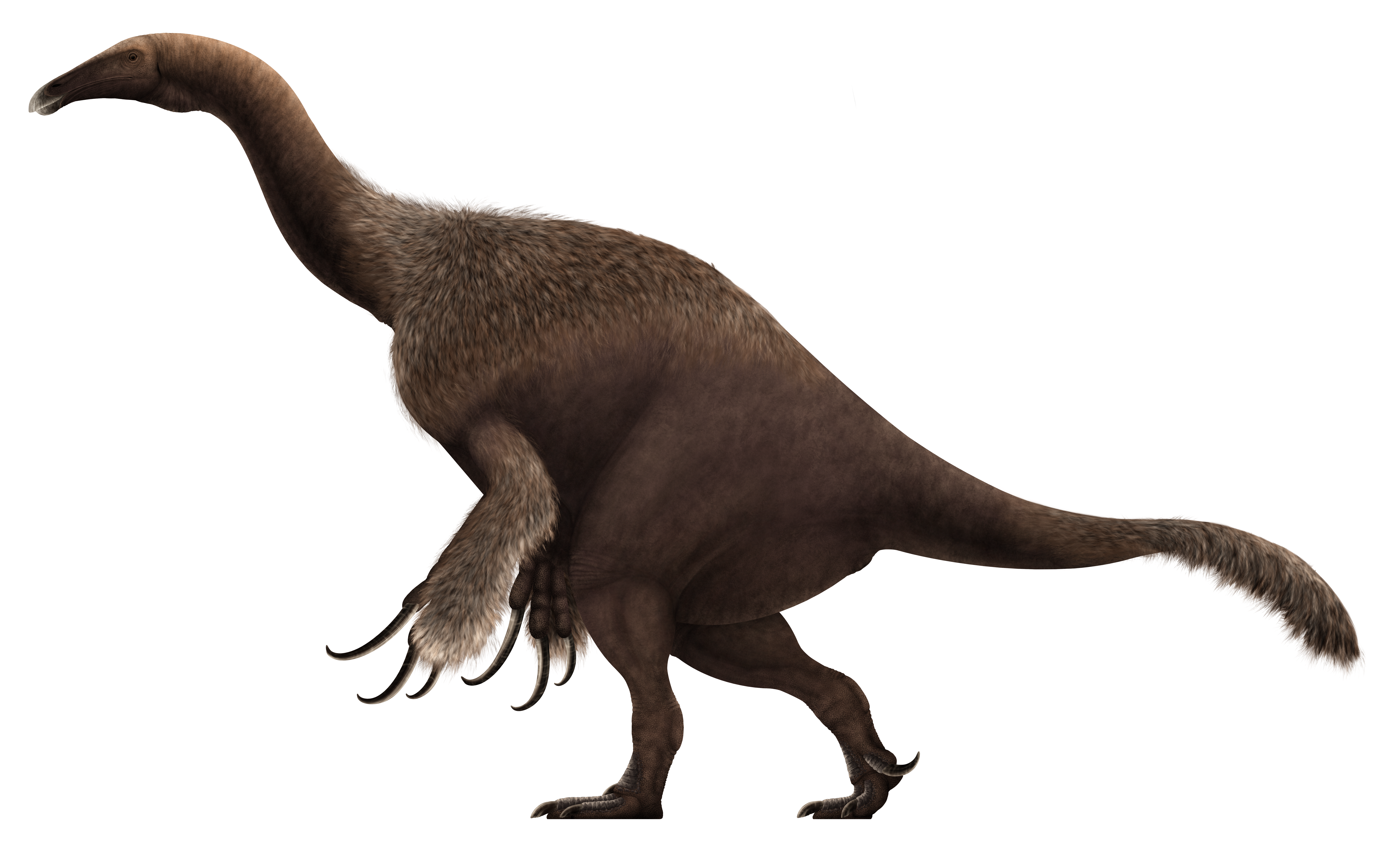
Ricostruzione di T. cheloniformis

Nel 2010, Senter e James utilizzarono le equazioni della lunghezza degli arti posteriori per stimare la lunghezza totale degli arti posteriori di Therizinosaurus e Deinocheirus. Senter e James conclusero che un esemplare medio di Therizinosaurus avesse gambe lunghe circa 3 metri. Più recentemente, Mike Taylor e Matt Wedel hanno suggerito che l'intero collo sarebbe 2,9 volte più grande dell'omero, che era di 76 centimetri, risultando in un collo lungo 2,2 metri sulla base di confronti con la serie di vertebre cervicali di Nanshiungosaurus. La caratteristica più distintiva di Therizinosaurus erano i giganteschi unguali presenti su ciascuna delle tre dita degli arti anteriori. Questi erano comuni tra i therizinosauri, ma in Therizinosaurus erano particolarmente grandi e irrigiditi, e sono considerati i più lunghi conosciuti tra gli animali terrestri. Gli unguali sono relativamente semplici, trasversalmente appiattiti restringendosi gradualmente fino alla punta, che presenta una leggera curvatura.

### Arti anteriori

Schema del braccio sinistro e della scapola, dell'esemplare MPC-D 100/15

Il braccio di Therizinosaurus copriva 2,4 metri di lunghezza totale (omero, radio e secondo metacarpo con lunghezza delle falangi). La scapola misurava 67 centimetri di lunghezza con una lama dorsale tozza e appiattita, ampio processo acromiale (estensione ossea) e una superficie ventrale molto allargata. Vicino al bordo anteriore dell'allargamento scapolare e vicino alla sutura scapulocoracoidea (articolazione ossea), è stato localizzato del forame che, probabilmente, fungeva da canale per i vasi sanguigni e nervi dell'arto. Il bordo posteriore della scapola era robusto e l'acromion era meno robusto, probabilmente fusa in un sistema cartilagineo con la sua periferia in vita. Il coracoide misurava 36 centimetri di lunghezza, aveva una superficie laterale ampia e convessa che formava una concavità leggermente inclinata in prossimità della sutura scapulocoracoidea. Questa concavità ripiegava verso l'allargamento scapolare. Vicino alla sutura scapulocoracoidea, questo bordo diveniva molto sottile e, forse, si estendeva in una sottile struttura cartilaginea insieme alla periferia del coracoide in vita, come nel caso del bordo scapolare. Sulla coracoide era presente anche un ampio forame. La glenoide era ampia e profonda, leggermente rivolta verso il lato laterale esterno. Presentava bordi a cresta robusti e convessi. Lo spessore sopraglenoideo si sviluppava in una forma convessa a forma di cresta, divisa attraverso la parte superiore della sutura scapulocoracoidea. L'attaccamento per il muscolo bicipite si sviluppava in modo prominente da un grande tubercolo con una parte superiore tozza, indicando la presenza di muscoli potenti in vita.
L'omero era di costruzione robusta, misurava 76 centimetri di lunghezza, e aveva un'ampia estremità superiore. La cresta deltopettorale (attaccamento del muscolo deltoide) era particolarmente lunga e spessa, con la sua sommità situata a circa 1/3 dall'estremità superiore. La lunghezza della cresta non era inferiore a 2/3 della lunghezza dell'intero elemento osseo. L'estremità inferiore dell'omero era molto espansa e svasata. I condili si sviluppavano sul lato anteriore dell'espansione inferiore mentre gli epicondili erano molto ampi e proiettati oltre i limiti delle aree articolari. L'ulna misurava 62,02 centimetri e la maggior parte della sua lunghezza era occupata dal corpo centrale. Il processo ulnare era molto ampio. L'area articolare superiore era divisa in lati laterali interni ed esterni. Il lato laterale presentava un bordo di forma triangolare ed era leggermente concavo; limitato, in vista dorsale, dalla depressione per l'articolazione superiore del radio. Il lato interno formava una depressione a mezzaluna che copriva il condilo a mezzaluna dell'omero. Il radio era lungo 55,04 centimetri e leggermente curvo a forma di S. La sua estremità superiore era appiattita in direzione laterale, molto larga, e l'estremità distale era molto robusta.

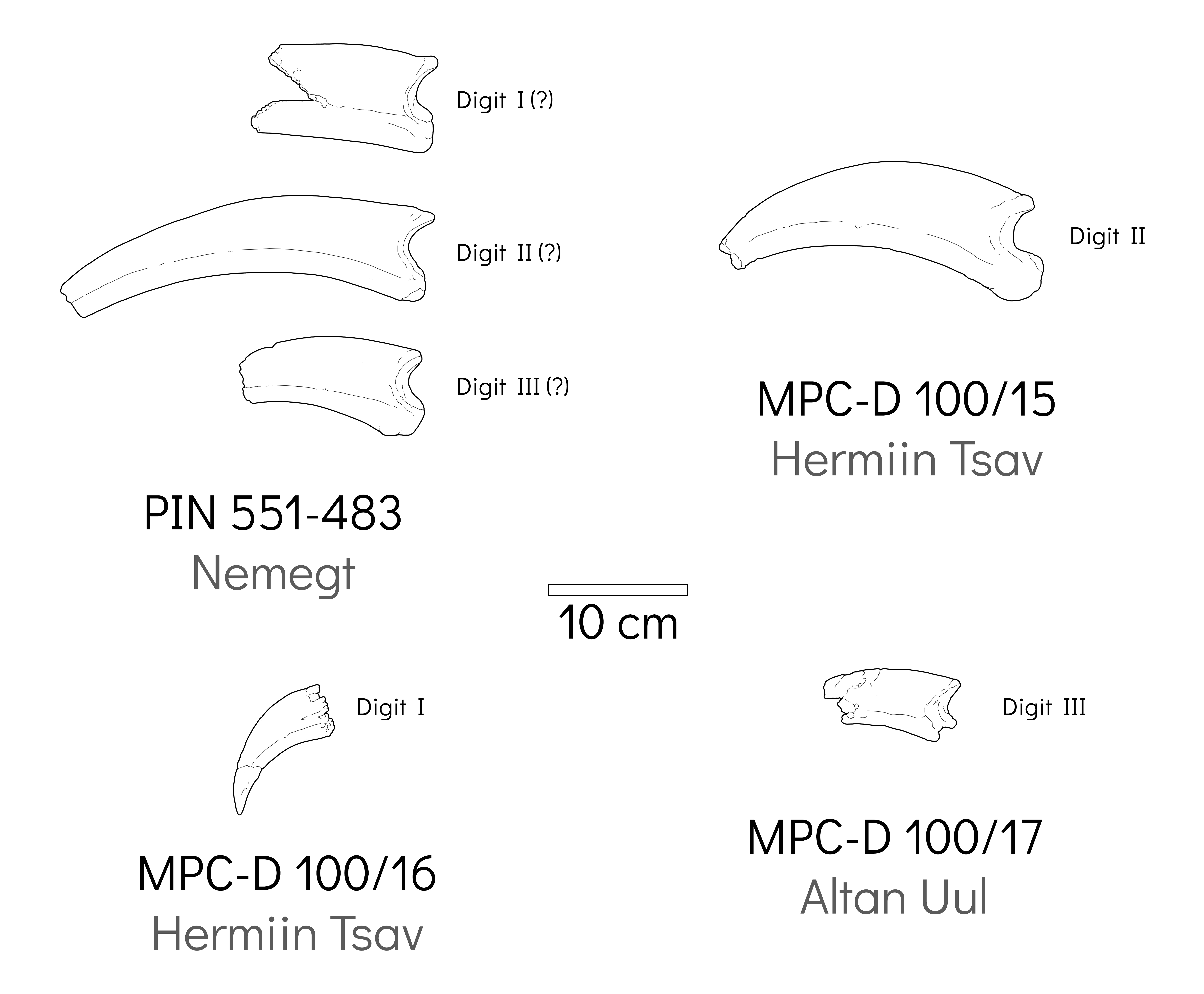
Diagramma scheletrico con gli unguali noti di Therizinosaurus

Il primo osso carpale inferiore misurava 8,23 centimetri d'altezza e 8,53 centimetri di larghezza e aveva due superfici d'articolazione all'estremità inferiore. La superficie superiore di questo carpo era divisa da un'ampia depressione che formava l'articolazione del carpo. Sul lato interno presentava un contorno di forma triangolare che si attaccava alla superficie superiore del metacarpo I, occupando un po' meno del lato laterale, che si articola con il metacarpo II. Queste aree erano separate da una proiezione ossea obliqua. Il secondo carpale inferiore era più piccolo del primo, misurando 5,6 centimetri d'altezza e 5,93 centimetri di larghezza. La sua superficie inferiore era appiattita e la superficie articolare del carpo si estendeva dal primo al secondo carpale sopra l'articolazione delle due ossa.
Il metacarpo I era lungo 14,55 centimetri e rispetto agli altri era più tozzo. Il suo lato laterale era ampio, specie nella zona più alta; il bordo interno era sottile e stretto. L'articolazione superiore era configurata in tre parti. La superficie articolare inferiore era alquanto asimmetrica e piegata sul lato interno da quella sinistra, insieme a un'apertura ampia e profonda. La lunghezza totale di questo metacarpo era maggiore di 2/3 della lunghezza del metacarpo III, che potrebbe essere stato un tratto unico di Therizinosaurus. Il metacarpo II misurava 28,68 centimetri di lunghezza ed era il metacarpo più allungato e robusto, oltre a avere un'articolazione superiore inclinata, di forma quadrata e appiattita. L'articolazione della parte inferiore della testa aveva condili molto simmetrici, essendo divisa da un'ampia e profonda depressione. Le aperture laterali di collegamento erano poco sviluppate. Il metacarpo III era lungo 19.16 centimetri e aveva un'asta molto sottile rispetto agli altri metacarpi. La sua articolazione superiore era divisa in tre parti. La testa articolare inferiore era asimmetrica con aperture profonde e larghe. Come nel metacarpo II, le aperture di collegamento laterali erano poco sviluppate.
In Therizinosaurus si conosce solo il secondo dito della mano, il quale era costituito da due falangi e un grande unguale. La prima e la seconda falange erano in qualche modo uguali per forma e lunghezza (rispettivamente 14,17 e 14,38 centimetri), e condividevano una struttura robusta e tozza. Le faccette articolari superiori erano molto simmetriche e presentavano una cresta, particolarmente alta rispetto alla prima falange. Il bordo superiore di questa cresta era molto appuntito e spesso e, probabilmente, fungeva da sito d'ancoraggio dei tendini estensori in vita. Le teste inferiori erano quasi simmetriche, ma la depressione centrale era considerevolmente più ampia e profonda nella prima falange. Gli unguali delle mani di Therizinosaurus erano particolarmente grandi e lunghi, e si stima arrivassero ad una lunghezza di circa 52 centimetri. A differenza di altri therizinosauri, erano piuttosto dritti, appiattiti lateralmente ed erano leggermente appuntiti solo verso la punta, una caratteristica unica del Therizinosaurus. Il tubercolo inferiore, dove i tendini flessori si attaccavano all'ungueale, era spesso e robusto, indicando un grande cuscinetto in vita. La superficie d'articolazione che collegava la falange precedente era leggermente concava e divisa in due da un costone centrale.

### Arti posteriori

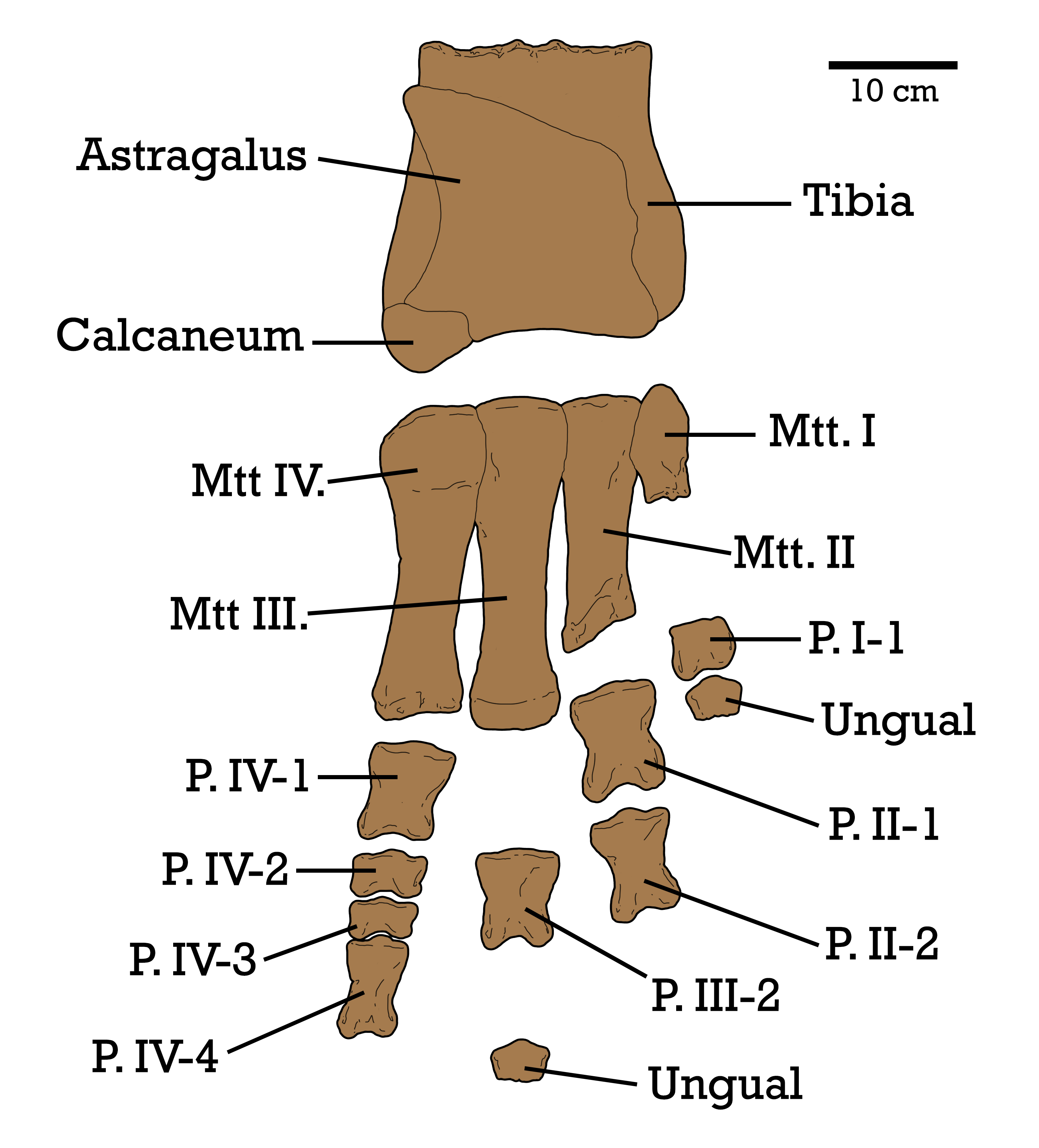
Diagramma dell'esemplare MPC-D 100/45

Therizinosaurus aveva una tibia piuttosto tozza e robusta, molto ampia all'estremità inferiore. Il metatarso era robusto e corto (quasi simile a quello di un sauropodomorfo) e composto da cinque metatarsali. I primi quattro erano funzionali e terminavano in dita portanti, quindi presentavano una condizione tetradattila (a quattro dita portanti funzionali). L'ultimo o quinto metatarso era un osso molto ridotto situato sul lato del metatarso e non aveva alcuna funzione. A differenza della maggior parte degli altri gruppi di teropodi, il primo dito del piede era, sebbene più corto degli altri, funzionale e portante. Il secondo e il terzo erano ugualmente lunghi mentre il quarto era più piccolo e un po' più sottile. Gli unguali del piede erano appiattiti da un lato all'altro e probabilmente affilati. La morfologia dei piedi di Therizinosaurus e di altri terizinosauridi era unica tra i teropodi, poiché quasi tutti i teropodi presentano una condizione tridattila (a tre dita portanti funzionali), in cui il primo dito era ridotto a uno sperone e tenuto costantemente sollevato da terra.

## Classificazione

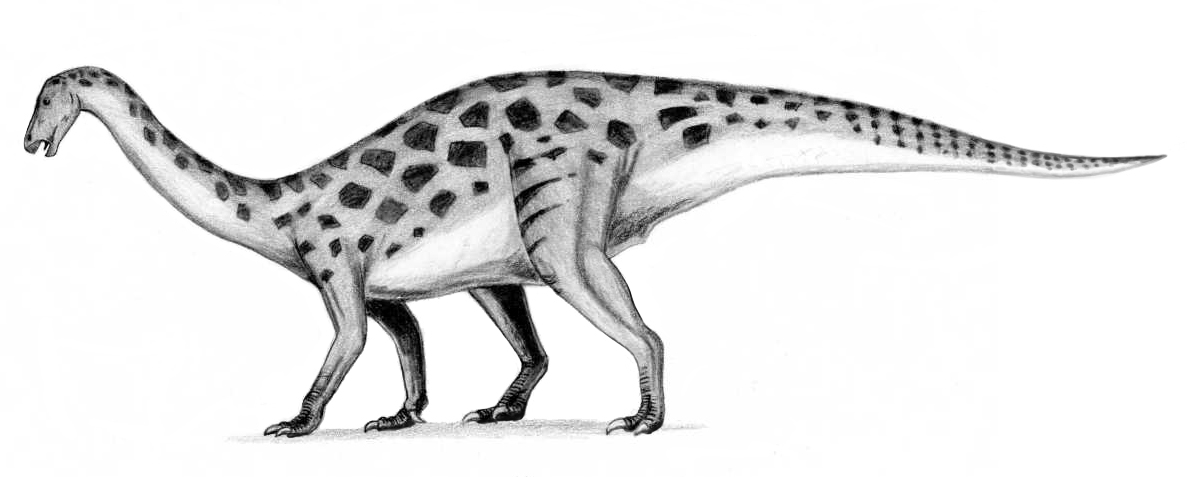
Ricostruzione obsoleta di Erlikosaurus, basata su un sauropodomorfo quadrupede

Maleev, originariamente, classificò Therizinosaurus come una tartaruga acquatica gigante e il genere fu assegnato da Maleev ad una nuova famiglia che nominò Therizinosauridae, per separare il genere dalle altre tartarughe considerando le sue bizzarre caratteristiche. I fossili rimasero con incertezza nella comunità scientifica, tuttavia, nel 1970 Rozhdestvensky fu uno dei primi paleontologi a suggerire che Therizinosaurus fosse in realtà un dinosauro teropode anziché una tartaruga. Rozhdestvensky suggerì inoltre che le presunte costole dell'olotipo provenissero probabilmente da un altro taxon, forse un sauropodomorfo. Nel 1976, Barsbold concluse che Therizinosaurus fosse un teropode poiché molte delle caratteristiche dell'esemplare MPC-D 100/15 corrispondevano a diverse caratteristiche dei teropodi e che Therizinosauridae e Deinocheiridae fossero probabilmente sinonimi. Con la scoperta e la descrizione di Segnosaurus, nel 1979 Perle nominò una nuova famiglia di dinosauri, i Segnosauridae. Perle collocò provvisoriamente questa nuova famiglia all'interno di Theropoda, date le numerose somiglianze della mandibola e della dentatura con quella di altri membri del clade. Un anno dopo, il nuovo genere Erlikosaurus venne nominato da Barsbold e Perle, nel 1980, che nominarono anche un nuovo infraordine, Segnosauria, che comprendeva Erlikosaurus e Segnosaurus. Barsbold e Perle notarono che, sebbene aberranti e con bacini simili a quelli degli ornitischi, i segnosauri presentavano diversi tratti simili a quelli di altri teropodi. Nel 1982, con la scoperta da parte di Perle di un arto posteriore riferito a Therizinosaurus, lo studioso concluse che Segnosaurus era molto simile a quest'ultimo in base alla morfologia del piede, e che forse i due generi appartenevano ad un unico gruppo. Nel 1983, Barsbold nominò un nuovo genere di segnosauro Enigmosaurus. Analizzando il bacino di questo nuovo genere, Barsbold notò come i segnosauridi fossero così diversi dagli altri teropodi da poter essere classificati al di fuori del gruppo o rappresentare un lignaggio completamente diverso di dinosauri teropodi. In seguito, nello stesso anno, Barsbold confermò l'esclusione dei segnosauri da Theropoda, notando che le loro pelvi assomigliavano di più a quelle dei dinosauri sauropodi.

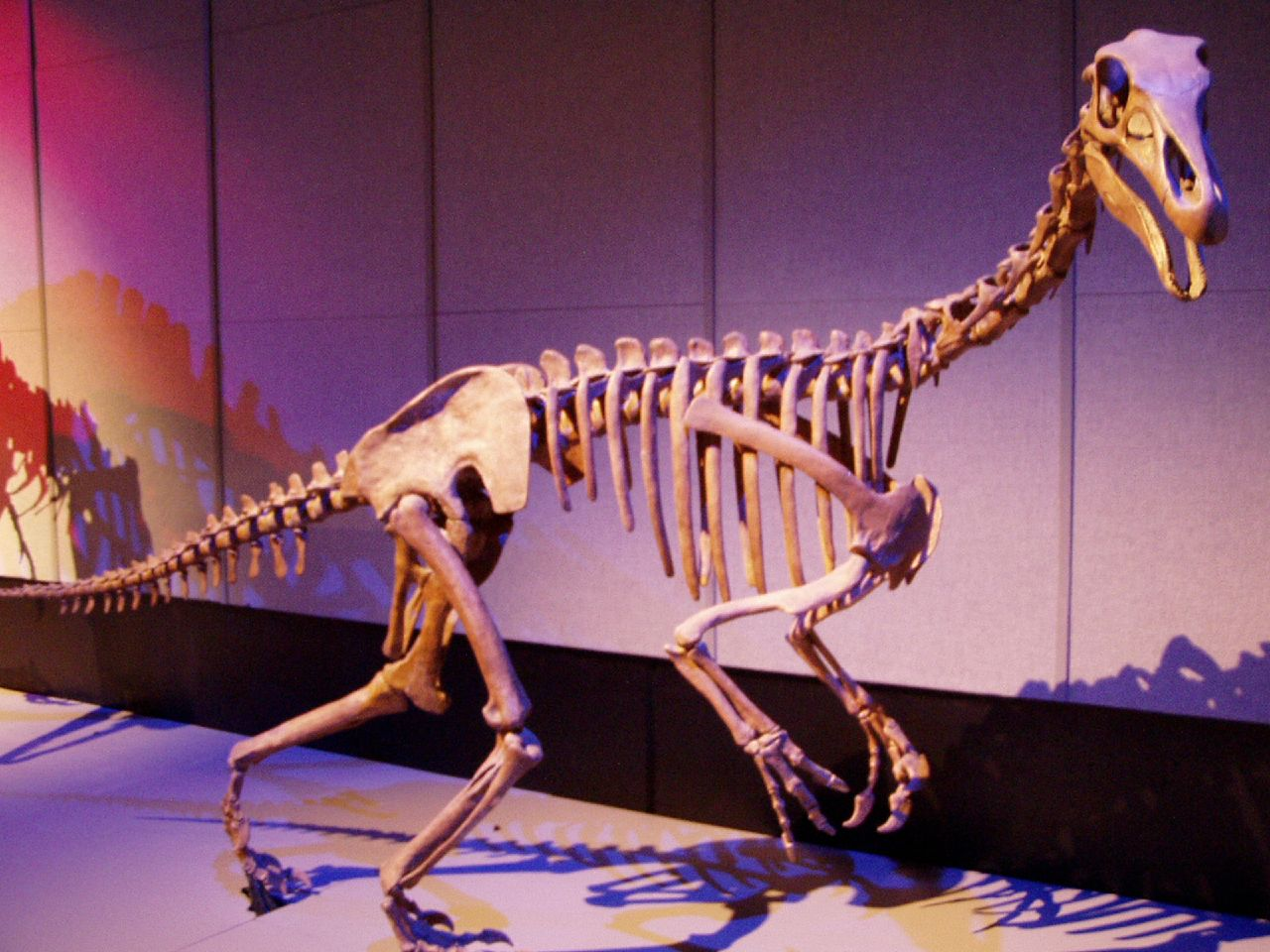
Scheletro di Alxasaurus, al Royal Tyrrell Museum. Alxasaurus ha contribuito a risolvere diversi aspetti importanti sulle affinità dei therizinosauri per lungo tempo rimasti un mistero

Di conseguenza, la classificazione dei segnosauri iniziò a spostarsi verso i sauropodomorfi. Nel 1984, Gregory S. Paul affermò che i segnosauri, piuttosto che essere teropodi aberranti, fossero effettivamente un gruppo di sauropodomorfi che erano riusciti con successo a sopravvivere fino al Cretaceo superiore. Tale idea si basava su tratti anatomici come il cranio e la configurazione dei piedi simile a quella dei primi sauropodomorfi. Paul mantenne questa posizione anche nel 1988, quando inserì Segnosauria nell'ormai obsoleto Phytodinosauria, e fu uno dei primi a suggerire un'affinità con i segnosauri per l'enigmatico Therizinosaurus. Altri paleontologi di spicco, come Jacques Gauthier e Paul Sereno, sostennero questa visione. Nel 1990, Barsbold e Teresa Maryanska concordarono sul fatto che il materiale degli arti posteriori provenienti dal Hermiin Tsav riferito a Therizinosaurus nel 1982, fosse attribuibile a un segnosauro poiché presentava diverse caratteristiche su cui si basava il gruppo, ma entrambi consideravano improbabile che l'esemplare appartenesse al genere e alla specie poiché non era disponibile alcun materiale sovrapponibile tra gli esemplari. Barsbold e Maryanska erano anche in disaccordo con i precedenti ricercatori che avevano classificato Deinocheirus come un segnosauro. Nello stesso anno, David B. Norman classificò Therizinosaurus come un teropode di classificazione incerta.

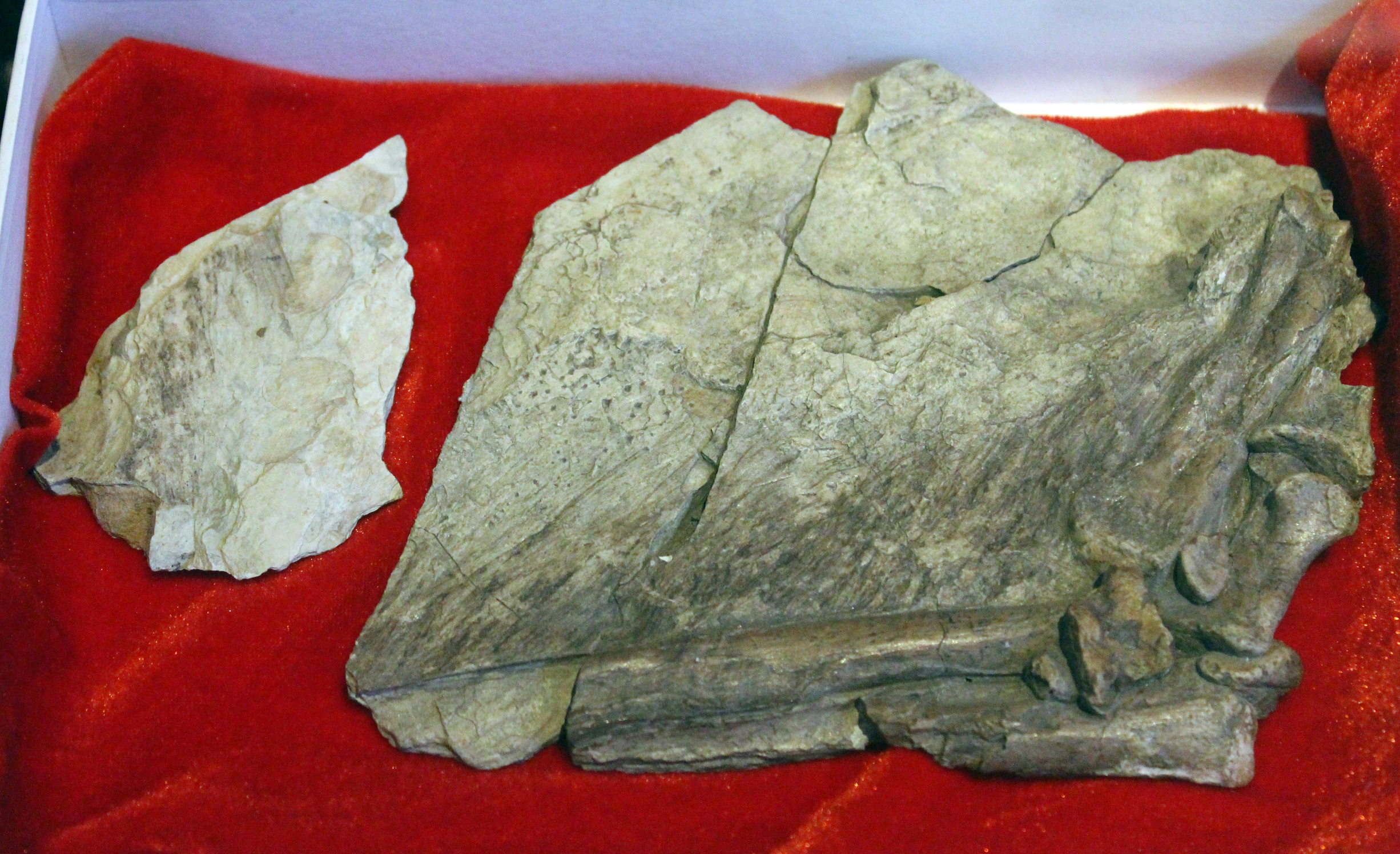
Impronte di piume nell'olotipo di Beipiaosaurus

Tuttavia, con l'inaspettata scoperta e descrizione di Alxasaurus nel 1993, le affinità con i sauropodomorfi ampiamente accettate dalla maggior parte degli studiosi, furono messe in dubbio dai paleontologi Dale Russell e Dong Zhiming. Questo nuovo genere era molto più completo di qualsiasi altro segnosauro finora scoperto e molteplici caratteristiche anatomiche indicavano una parentela con Therizinosaurus. Grazie ad Alxasaurus, Therizinosauridae e Segnosauridae vennero riconosciuti come lo stesso gruppo, ed il nome Therizinosauridae venne usato come nome della famiglia per il principio di priorità. A causa di alcuni caratteri primitivi presenti in Alxasaurus venne coniato un nuovo rango tassonomico, i Therizinosauroidea, contenente questo nuovo taxon e i Therizinosauridae. Tutte queste nuove informazioni hanno fornirono nuovi dati sulle affinità dei therizinosauroidi. Infine, Russell e Dong conclusero che questi animali erano veri e propri teropodi con caratteristiche insolitamente aberranti. Nel 1994, Clark e colleghi ridescrissero il cranio di Erlikosaurus e grazie alle nuove conoscenze a loro disposizione, questa volta trovarono più tratti in comune con i teropodi che con i sauropodomorfi. Nel loro studio, inoltre, convalidarono la sinonimia di Segnosauridae con Therizinosauridae, e classificarono i therizinosauridi come dinosauri maniraptori. Nel 1997, Russell coniò l'infraordine Therizinosauria per contenere tutti i precedenti segnosauri. Questo nuovo infraordine era composto da Therizinosauroidea e dal più avanzato Therizinosauridae. Di conseguenza, Segnosauria divenne sinonimo di Terizinosauria. Nonostante rimanessero alcune incertezze, un terizinosauroide piumato proveniente dalla Cina venne descritto nel 1999 da Xu Xing e colleghi, il nuovo genere Beipiaosaurus. Questo ritrovamento confermò definitivamente la collocazione dei therizinosauri tra i teropodi e anche la loro collocazione tassonomica in Coelurosauria. Questa scoperta indicava anche che le piume erano altamente distribuite tra i dinosauri teropodi.
Nel 2010, Lindsay Zanno rivisitò la tassonomia dei therizinosauri nel dettaglio, scoprendo che molte parti degli olotipi dei therizinosauri e degli esemplari riferiti erano andate perse o danneggiate e gli esemplari sparsi senza elementi sovrapposti erano uno svantaggio nel definire una tassonomia precisa. Zanno confermò l'appartenenza dell'esemplare IGM 100/45 a Therizinosaurus, ma decise di non includere l'esemplare nella sua analisi tassonomica a causa della mancanza di resti comparativi degli arti anteriori. Ha anche escluso le presunte costole che erano presenti nell'olotipo poiché probabilmente provenivano da un animale diverso e non da Therizinosaurus. Nel 2019, Hartman e colleghi eseguirono un'ampia analisi filogenetica di Therizinosauria basata sui caratteri forniti da Zanno nella sua revisione. Hartman et al. hanno trovato risultati simili a Zanno per quanto riguarda la famiglia Therizinosauridae, ma questa volta con l'inclusione di più taxa ed esemplari. Il cladogramma di seguito mostra il posizionamento di Therizinosaurus all'interno di Therizinosauria, secondo lo studio di Hartman e colleghi, nel 2019:

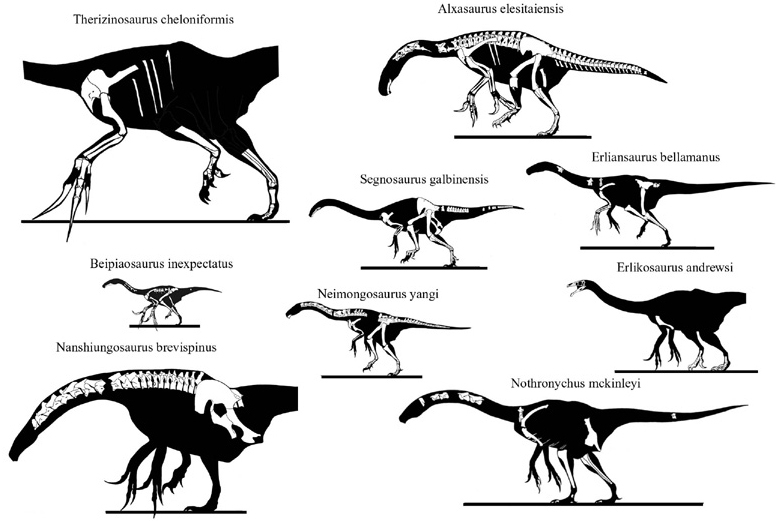
Illustrazioni degli elementi scheletrici noti di vari therizinosauri (non in scala); Therizinosaurus in alto a sinistra

|         | Neimongosaurus                                                   |
|         |                                                                  |
| unnamed | \| \| Therizinosaurus \| \| \| \| \| \| Erliansaurus \| \| \| \| |
|         | \| \| Therizinosaurus \| \| \| \| \| \| Erliansaurus \| \| \| \| |
|         | Therizinosaurus                                                  |
|         |                                                                  |
|         | Erliansaurus                                                     |
|         |                                                                  |

|  | Therizinosaurus |
|  |                 |
|  | Erliansaurus    |
|  |                 |

|         | Neimongosaurus                                                   |
|         |                                                                  |
| unnamed | \| \| Therizinosaurus \| \| \| \| \| \| Erliansaurus \| \| \| \| |
|         | \| \| Therizinosaurus \| \| \| \| \| \| Erliansaurus \| \| \| \| |
|         | Therizinosaurus                                                  |
|         |                                                                  |
|         | Erliansaurus                                                     |
|         |                                                                  |

|  | Therizinosaurus |
|  |                 |
|  | Erliansaurus    |
|  |                 |

|  | Segnosaurus |
|  |             |
|  | AMNH 6368   |
|  |             |

|         | Erlikosaurus                                                                         |
|         |                                                                                      |
| unnamed | \| \| "Nanshiungosaurus" bohlini \| \| \| \| \| \| Nothronychus graffami \| \| \| \| |
|         | \| \| "Nanshiungosaurus" bohlini \| \| \| \| \| \| Nothronychus graffami \| \| \| \| |
|         | "Nanshiungosaurus" bohlini                                                           |
|         |                                                                                      |
|         | Nothronychus graffami                                                                |
|         |                                                                                      |

|  | "Nanshiungosaurus" bohlini |
|  |                            |
|  | Nothronychus graffami      |
|  |                            |

|         | Erlikosaurus                                                                         |
|         |                                                                                      |
| unnamed | \| \| "Nanshiungosaurus" bohlini \| \| \| \| \| \| Nothronychus graffami \| \| \| \| |
|         | \| \| "Nanshiungosaurus" bohlini \| \| \| \| \| \| Nothronychus graffami \| \| \| \| |
|         | "Nanshiungosaurus" bohlini                                                           |
|         |                                                                                      |
|         | Nothronychus graffami                                                                |
|         |                                                                                      |

|  | "Nanshiungosaurus" bohlini |
|  |                            |
|  | Nothronychus graffami      |
|  |                            |

|         | Erlikosaurus                                                                         |
|         |                                                                                      |
| unnamed | \| \| "Nanshiungosaurus" bohlini \| \| \| \| \| \| Nothronychus graffami \| \| \| \| |
|         | \| \| "Nanshiungosaurus" bohlini \| \| \| \| \| \| Nothronychus graffami \| \| \| \| |
|         | "Nanshiungosaurus" bohlini                                                           |
|         |                                                                                      |
|         | Nothronychus graffami                                                                |
|         |                                                                                      |

|  | "Nanshiungosaurus" bohlini |
|  |                            |
|  | Nothronychus graffami      |
|  |                            |

|         | Erlikosaurus                                                                         |
|         |                                                                                      |
| unnamed | \| \| "Nanshiungosaurus" bohlini \| \| \| \| \| \| Nothronychus graffami \| \| \| \| |
|         | \| \| "Nanshiungosaurus" bohlini \| \| \| \| \| \| Nothronychus graffami \| \| \| \| |
|         | "Nanshiungosaurus" bohlini                                                           |
|         |                                                                                      |
|         | Nothronychus graffami                                                                |
|         |                                                                                      |

|  | "Nanshiungosaurus" bohlini |
|  |                            |
|  | Nothronychus graffami      |
|  |                            |

|  | Segnosaurus |
|  |             |
|  | AMNH 6368   |
|  |             |

|         | Erlikosaurus                                                                         |
|         |                                                                                      |
| unnamed | \| \| "Nanshiungosaurus" bohlini \| \| \| \| \| \| Nothronychus graffami \| \| \| \| |
|         | \| \| "Nanshiungosaurus" bohlini \| \| \| \| \| \| Nothronychus graffami \| \| \| \| |
|         | "Nanshiungosaurus" bohlini                                                           |
|         |                                                                                      |
|         | Nothronychus graffami                                                                |
|         |                                                                                      |

|  | "Nanshiungosaurus" bohlini |
|  |                            |
|  | Nothronychus graffami      |
|  |                            |

|         | Erlikosaurus                                                                         |
|         |                                                                                      |
| unnamed | \| \| "Nanshiungosaurus" bohlini \| \| \| \| \| \| Nothronychus graffami \| \| \| \| |
|         | \| \| "Nanshiungosaurus" bohlini \| \| \| \| \| \| Nothronychus graffami \| \| \| \| |
|         | "Nanshiungosaurus" bohlini                                                           |
|         |                                                                                      |
|         | Nothronychus graffami                                                                |
|         |                                                                                      |

|  | "Nanshiungosaurus" bohlini |
|  |                            |
|  | Nothronychus graffami      |
|  |                            |

|         | Erlikosaurus                                                                         |
|         |                                                                                      |
| unnamed | \| \| "Nanshiungosaurus" bohlini \| \| \| \| \| \| Nothronychus graffami \| \| \| \| |
|         | \| \| "Nanshiungosaurus" bohlini \| \| \| \| \| \| Nothronychus graffami \| \| \| \| |
|         | "Nanshiungosaurus" bohlini                                                           |
|         |                                                                                      |
|         | Nothronychus graffami                                                                |
|         |                                                                                      |

|  | "Nanshiungosaurus" bohlini |
|  |                            |
|  | Nothronychus graffami      |
|  |                            |

|         | Erlikosaurus                                                                         |
|         |                                                                                      |
| unnamed | \| \| "Nanshiungosaurus" bohlini \| \| \| \| \| \| Nothronychus graffami \| \| \| \| |
|         | \| \| "Nanshiungosaurus" bohlini \| \| \| \| \| \| Nothronychus graffami \| \| \| \| |
|         | "Nanshiungosaurus" bohlini                                                           |
|         |                                                                                      |
|         | Nothronychus graffami                                                                |
|         |                                                                                      |

|  | "Nanshiungosaurus" bohlini |
|  |                            |
|  | Nothronychus graffami      |
|  |                            |

|  | Segnosaurus |
|  |             |
|  | AMNH 6368   |
|  |             |

|         | Erlikosaurus                                                                         |
|         |                                                                                      |
| unnamed | \| \| "Nanshiungosaurus" bohlini \| \| \| \| \| \| Nothronychus graffami \| \| \| \| |
|         | \| \| "Nanshiungosaurus" bohlini \| \| \| \| \| \| Nothronychus graffami \| \| \| \| |
|         | "Nanshiungosaurus" bohlini                                                           |
|         |                                                                                      |
|         | Nothronychus graffami                                                                |
|         |                                                                                      |

|  | "Nanshiungosaurus" bohlini |
|  |                            |
|  | Nothronychus graffami      |
|  |                            |

|         | Erlikosaurus                                                                         |
|         |                                                                                      |
| unnamed | \| \| "Nanshiungosaurus" bohlini \| \| \| \| \| \| Nothronychus graffami \| \| \| \| |
|         | \| \| "Nanshiungosaurus" bohlini \| \| \| \| \| \| Nothronychus graffami \| \| \| \| |
|         | "Nanshiungosaurus" bohlini                                                           |
|         |                                                                                      |
|         | Nothronychus graffami                                                                |
|         |                                                                                      |

|  | "Nanshiungosaurus" bohlini |
|  |                            |
|  | Nothronychus graffami      |
|  |                            |

|         | Erlikosaurus                                                                         |
|         |                                                                                      |
| unnamed | \| \| "Nanshiungosaurus" bohlini \| \| \| \| \| \| Nothronychus graffami \| \| \| \| |
|         | \| \| "Nanshiungosaurus" bohlini \| \| \| \| \| \| Nothronychus graffami \| \| \| \| |
|         | "Nanshiungosaurus" bohlini                                                           |
|         |                                                                                      |
|         | Nothronychus graffami                                                                |
|         |                                                                                      |

|  | "Nanshiungosaurus" bohlini |
|  |                            |
|  | Nothronychus graffami      |
|  |                            |

|         | Erlikosaurus                                                                         |
|         |                                                                                      |
| unnamed | \| \| "Nanshiungosaurus" bohlini \| \| \| \| \| \| Nothronychus graffami \| \| \| \| |
|         | \| \| "Nanshiungosaurus" bohlini \| \| \| \| \| \| Nothronychus graffami \| \| \| \| |
|         | "Nanshiungosaurus" bohlini                                                           |
|         |                                                                                      |
|         | Nothronychus graffami                                                                |
|         |                                                                                      |

|  | "Nanshiungosaurus" bohlini |
|  |                            |
|  | Nothronychus graffami      |
|  |                            |

|  | Segnosaurus |
|  |             |
|  | AMNH 6368   |
|  |             |

|         | Erlikosaurus                                                                         |
|         |                                                                                      |
| unnamed | \| \| "Nanshiungosaurus" bohlini \| \| \| \| \| \| Nothronychus graffami \| \| \| \| |
|         | \| \| "Nanshiungosaurus" bohlini \| \| \| \| \| \| Nothronychus graffami \| \| \| \| |
|         | "Nanshiungosaurus" bohlini                                                           |
|         |                                                                                      |
|         | Nothronychus graffami                                                                |
|         |                                                                                      |

|  | "Nanshiungosaurus" bohlini |
|  |                            |
|  | Nothronychus graffami      |
|  |                            |

|         | Erlikosaurus                                                                         |
|         |                                                                                      |
| unnamed | \| \| "Nanshiungosaurus" bohlini \| \| \| \| \| \| Nothronychus graffami \| \| \| \| |
|         | \| \| "Nanshiungosaurus" bohlini \| \| \| \| \| \| Nothronychus graffami \| \| \| \| |
|         | "Nanshiungosaurus" bohlini                                                           |
|         |                                                                                      |
|         | Nothronychus graffami                                                                |
|         |                                                                                      |

|  | "Nanshiungosaurus" bohlini |
|  |                            |
|  | Nothronychus graffami      |
|  |                            |

|         | Erlikosaurus                                                                         |
|         |                                                                                      |
| unnamed | \| \| "Nanshiungosaurus" bohlini \| \| \| \| \| \| Nothronychus graffami \| \| \| \| |
|         | \| \| "Nanshiungosaurus" bohlini \| \| \| \| \| \| Nothronychus graffami \| \| \| \| |
|         | "Nanshiungosaurus" bohlini                                                           |
|         |                                                                                      |
|         | Nothronychus graffami                                                                |
|         |                                                                                      |

|  | "Nanshiungosaurus" bohlini |
|  |                            |
|  | Nothronychus graffami      |
|  |                            |

|         | Erlikosaurus                                                                         |
|         |                                                                                      |
| unnamed | \| \| "Nanshiungosaurus" bohlini \| \| \| \| \| \| Nothronychus graffami \| \| \| \| |
|         | \| \| "Nanshiungosaurus" bohlini \| \| \| \| \| \| Nothronychus graffami \| \| \| \| |
|         | "Nanshiungosaurus" bohlini                                                           |
|         |                                                                                      |
|         | Nothronychus graffami                                                                |
|         |                                                                                      |

|  | "Nanshiungosaurus" bohlini |
|  |                            |
|  | Nothronychus graffami      |
|  |                            |

|  | Segnosaurus |
|  |             |
|  | AMNH 6368   |
|  |             |

|         | Erlikosaurus                                                                         |
|         |                                                                                      |
| unnamed | \| \| "Nanshiungosaurus" bohlini \| \| \| \| \| \| Nothronychus graffami \| \| \| \| |
|         | \| \| "Nanshiungosaurus" bohlini \| \| \| \| \| \| Nothronychus graffami \| \| \| \| |
|         | "Nanshiungosaurus" bohlini                                                           |
|         |                                                                                      |
|         | Nothronychus graffami                                                                |
|         |                                                                                      |

|  | "Nanshiungosaurus" bohlini |
|  |                            |
|  | Nothronychus graffami      |
|  |                            |

|         | Erlikosaurus                                                                         |
|         |                                                                                      |
| unnamed | \| \| "Nanshiungosaurus" bohlini \| \| \| \| \| \| Nothronychus graffami \| \| \| \| |
|         | \| \| "Nanshiungosaurus" bohlini \| \| \| \| \| \| Nothronychus graffami \| \| \| \| |
|         | "Nanshiungosaurus" bohlini                                                           |
|         |                                                                                      |
|         | Nothronychus graffami                                                                |
|         |                                                                                      |

|  | "Nanshiungosaurus" bohlini |
|  |                            |
|  | Nothronychus graffami      |
|  |                            |

|         | Erlikosaurus                                                                         |
|         |                                                                                      |
| unnamed | \| \| "Nanshiungosaurus" bohlini \| \| \| \| \| \| Nothronychus graffami \| \| \| \| |
|         | \| \| "Nanshiungosaurus" bohlini \| \| \| \| \| \| Nothronychus graffami \| \| \| \| |
|         | "Nanshiungosaurus" bohlini                                                           |
|         |                                                                                      |
|         | Nothronychus graffami                                                                |
|         |                                                                                      |

|  | "Nanshiungosaurus" bohlini |
|  |                            |
|  | Nothronychus graffami      |
|  |                            |

|         | Erlikosaurus                                                                         |
|         |                                                                                      |
| unnamed | \| \| "Nanshiungosaurus" bohlini \| \| \| \| \| \| Nothronychus graffami \| \| \| \| |
|         | \| \| "Nanshiungosaurus" bohlini \| \| \| \| \| \| Nothronychus graffami \| \| \| \| |
|         | "Nanshiungosaurus" bohlini                                                           |
|         |                                                                                      |
|         | Nothronychus graffami                                                                |
|         |                                                                                      |

|  | "Nanshiungosaurus" bohlini |
|  |                            |
|  | Nothronychus graffami      |
|  |                            |

|  | Segnosaurus |
|  |             |
|  | AMNH 6368   |
|  |             |

|         | Erlikosaurus                                                                         |
|         |                                                                                      |
| unnamed | \| \| "Nanshiungosaurus" bohlini \| \| \| \| \| \| Nothronychus graffami \| \| \| \| |
|         | \| \| "Nanshiungosaurus" bohlini \| \| \| \| \| \| Nothronychus graffami \| \| \| \| |
|         | "Nanshiungosaurus" bohlini                                                           |
|         |                                                                                      |
|         | Nothronychus graffami                                                                |
|         |                                                                                      |

|  | "Nanshiungosaurus" bohlini |
|  |                            |
|  | Nothronychus graffami      |
|  |                            |

|         | Erlikosaurus                                                                         |
|         |                                                                                      |
| unnamed | \| \| "Nanshiungosaurus" bohlini \| \| \| \| \| \| Nothronychus graffami \| \| \| \| |
|         | \| \| "Nanshiungosaurus" bohlini \| \| \| \| \| \| Nothronychus graffami \| \| \| \| |
|         | "Nanshiungosaurus" bohlini                                                           |
|         |                                                                                      |
|         | Nothronychus graffami                                                                |
|         |                                                                                      |

|  | "Nanshiungosaurus" bohlini |
|  |                            |
|  | Nothronychus graffami      |
|  |                            |

|         | Erlikosaurus                                                                         |
|         |                                                                                      |
| unnamed | \| \| "Nanshiungosaurus" bohlini \| \| \| \| \| \| Nothronychus graffami \| \| \| \| |
|         | \| \| "Nanshiungosaurus" bohlini \| \| \| \| \| \| Nothronychus graffami \| \| \| \| |
|         | "Nanshiungosaurus" bohlini                                                           |
|         |                                                                                      |
|         | Nothronychus graffami                                                                |
|         |                                                                                      |

|  | "Nanshiungosaurus" bohlini |
|  |                            |
|  | Nothronychus graffami      |
|  |                            |

|         | Erlikosaurus                                                                         |
|         |                                                                                      |
| unnamed | \| \| "Nanshiungosaurus" bohlini \| \| \| \| \| \| Nothronychus graffami \| \| \| \| |
|         | \| \| "Nanshiungosaurus" bohlini \| \| \| \| \| \| Nothronychus graffami \| \| \| \| |
|         | "Nanshiungosaurus" bohlini                                                           |
|         |                                                                                      |
|         | Nothronychus graffami                                                                |
|         |                                                                                      |

|  | "Nanshiungosaurus" bohlini |
|  |                            |
|  | Nothronychus graffami      |
|  |                            |

|  | Segnosaurus |
|  |             |
|  | AMNH 6368   |
|  |             |

|         | Erlikosaurus                                                                         |
|         |                                                                                      |
| unnamed | \| \| "Nanshiungosaurus" bohlini \| \| \| \| \| \| Nothronychus graffami \| \| \| \| |
|         | \| \| "Nanshiungosaurus" bohlini \| \| \| \| \| \| Nothronychus graffami \| \| \| \| |
|         | "Nanshiungosaurus" bohlini                                                           |
|         |                                                                                      |
|         | Nothronychus graffami                                                                |
|         |                                                                                      |

|  | "Nanshiungosaurus" bohlini |
|  |                            |
|  | Nothronychus graffami      |
|  |                            |

|         | Erlikosaurus                                                                         |
|         |                                                                                      |
| unnamed | \| \| "Nanshiungosaurus" bohlini \| \| \| \| \| \| Nothronychus graffami \| \| \| \| |
|         | \| \| "Nanshiungosaurus" bohlini \| \| \| \| \| \| Nothronychus graffami \| \| \| \| |
|         | "Nanshiungosaurus" bohlini                                                           |
|         |                                                                                      |
|         | Nothronychus graffami                                                                |
|         |                                                                                      |

|  | "Nanshiungosaurus" bohlini |
|  |                            |
|  | Nothronychus graffami      |
|  |                            |

|         | Erlikosaurus                                                                         |
|         |                                                                                      |
| unnamed | \| \| "Nanshiungosaurus" bohlini \| \| \| \| \| \| Nothronychus graffami \| \| \| \| |
|         | \| \| "Nanshiungosaurus" bohlini \| \| \| \| \| \| Nothronychus graffami \| \| \| \| |
|         | "Nanshiungosaurus" bohlini                                                           |
|         |                                                                                      |
|         | Nothronychus graffami                                                                |
|         |                                                                                      |

|  | "Nanshiungosaurus" bohlini |
|  |                            |
|  | Nothronychus graffami      |
|  |                            |

|         | Erlikosaurus                                                                         |
|         |                                                                                      |
| unnamed | \| \| "Nanshiungosaurus" bohlini \| \| \| \| \| \| Nothronychus graffami \| \| \| \| |
|         | \| \| "Nanshiungosaurus" bohlini \| \| \| \| \| \| Nothronychus graffami \| \| \| \| |
|         | "Nanshiungosaurus" bohlini                                                           |
|         |                                                                                      |
|         | Nothronychus graffami                                                                |
|         |                                                                                      |

|  | "Nanshiungosaurus" bohlini |
|  |                            |
|  | Nothronychus graffami      |
|  |                            |

|  | Segnosaurus |
|  |             |
|  | AMNH 6368   |
|  |             |

|         | Erlikosaurus                                                                         |
|         |                                                                                      |
| unnamed | \| \| "Nanshiungosaurus" bohlini \| \| \| \| \| \| Nothronychus graffami \| \| \| \| |
|         | \| \| "Nanshiungosaurus" bohlini \| \| \| \| \| \| Nothronychus graffami \| \| \| \| |
|         | "Nanshiungosaurus" bohlini                                                           |
|         |                                                                                      |
|         | Nothronychus graffami                                                                |
|         |                                                                                      |

|  | "Nanshiungosaurus" bohlini |
|  |                            |
|  | Nothronychus graffami      |
|  |                            |

|         | Erlikosaurus                                                                         |
|         |                                                                                      |
| unnamed | \| \| "Nanshiungosaurus" bohlini \| \| \| \| \| \| Nothronychus graffami \| \| \| \| |
|         | \| \| "Nanshiungosaurus" bohlini \| \| \| \| \| \| Nothronychus graffami \| \| \| \| |
|         | "Nanshiungosaurus" bohlini                                                           |
|         |                                                                                      |
|         | Nothronychus graffami                                                                |
|         |                                                                                      |

|  | "Nanshiungosaurus" bohlini |
|  |                            |
|  | Nothronychus graffami      |
|  |                            |

|         | Erlikosaurus                                                                         |
|         |                                                                                      |
| unnamed | \| \| "Nanshiungosaurus" bohlini \| \| \| \| \| \| Nothronychus graffami \| \| \| \| |
|         | \| \| "Nanshiungosaurus" bohlini \| \| \| \| \| \| Nothronychus graffami \| \| \| \| |
|         | "Nanshiungosaurus" bohlini                                                           |
|         |                                                                                      |
|         | Nothronychus graffami                                                                |
|         |                                                                                      |

|  | "Nanshiungosaurus" bohlini |
|  |                            |
|  | Nothronychus graffami      |
|  |                            |

|         | Erlikosaurus                                                                         |
|         |                                                                                      |
| unnamed | \| \| "Nanshiungosaurus" bohlini \| \| \| \| \| \| Nothronychus graffami \| \| \| \| |
|         | \| \| "Nanshiungosaurus" bohlini \| \| \| \| \| \| Nothronychus graffami \| \| \| \| |
|         | "Nanshiungosaurus" bohlini                                                           |
|         |                                                                                      |
|         | Nothronychus graffami                                                                |
|         |                                                                                      |

|  | "Nanshiungosaurus" bohlini |
|  |                            |
|  | Nothronychus graffami      |
|  |                            |

|         | Neimongosaurus                                                   |
|         |                                                                  |
| unnamed | \| \| Therizinosaurus \| \| \| \| \| \| Erliansaurus \| \| \| \| |
|         | \| \| Therizinosaurus \| \| \| \| \| \| Erliansaurus \| \| \| \| |
|         | Therizinosaurus                                                  |
|         |                                                                  |
|         | Erliansaurus                                                     |
|         |                                                                  |

|  | Therizinosaurus |
|  |                 |
|  | Erliansaurus    |
|  |                 |

|         | Neimongosaurus                                                   |
|         |                                                                  |
| unnamed | \| \| Therizinosaurus \| \| \| \| \| \| Erliansaurus \| \| \| \| |
|         | \| \| Therizinosaurus \| \| \| \| \| \| Erliansaurus \| \| \| \| |
|         | Therizinosaurus                                                  |
|         |                                                                  |
|         | Erliansaurus                                                     |
|         |                                                                  |

|  | Therizinosaurus |
|  |                 |
|  | Erliansaurus    |
|  |                 |

|  | Segnosaurus |
|  |             |
|  | AMNH 6368   |
|  |             |

|         | Erlikosaurus                                                                         |
|         |                                                                                      |
| unnamed | \| \| "Nanshiungosaurus" bohlini \| \| \| \| \| \| Nothronychus graffami \| \| \| \| |
|         | \| \| "Nanshiungosaurus" bohlini \| \| \| \| \| \| Nothronychus graffami \| \| \| \| |
|         | "Nanshiungosaurus" bohlini                                                           |
|         |                                                                                      |
|         | Nothronychus graffami                                                                |
|         |                                                                                      |

|  | "Nanshiungosaurus" bohlini |
|  |                            |
|  | Nothronychus graffami      |
|  |                            |

|         | Erlikosaurus                                                                         |
|         |                                                                                      |
| unnamed | \| \| "Nanshiungosaurus" bohlini \| \| \| \| \| \| Nothronychus graffami \| \| \| \| |
|         | \| \| "Nanshiungosaurus" bohlini \| \| \| \| \| \| Nothronychus graffami \| \| \| \| |
|         | "Nanshiungosaurus" bohlini                                                           |
|         |                                                                                      |
|         | Nothronychus graffami                                                                |
|         |                                                                                      |

|  | "Nanshiungosaurus" bohlini |
|  |                            |
|  | Nothronychus graffami      |
|  |                            |

|         | Erlikosaurus                                                                         |
|         |                                                                                      |
| unnamed | \| \| "Nanshiungosaurus" bohlini \| \| \| \| \| \| Nothronychus graffami \| \| \| \| |
|         | \| \| "Nanshiungosaurus" bohlini \| \| \| \| \| \| Nothronychus graffami \| \| \| \| |
|         | "Nanshiungosaurus" bohlini                                                           |
|         |                                                                                      |
|         | Nothronychus graffami                                                                |
|         |                                                                                      |

|  | "Nanshiungosaurus" bohlini |
|  |                            |
|  | Nothronychus graffami      |
|  |                            |

|         | Erlikosaurus                                                                         |
|         |                                                                                      |
| unnamed | \| \| "Nanshiungosaurus" bohlini \| \| \| \| \| \| Nothronychus graffami \| \| \| \| |
|         | \| \| "Nanshiungosaurus" bohlini \| \| \| \| \| \| Nothronychus graffami \| \| \| \| |
|         | "Nanshiungosaurus" bohlini                                                           |
|         |                                                                                      |
|         | Nothronychus graffami                                                                |
|         |                                                                                      |

|  | "Nanshiungosaurus" bohlini |
|  |                            |
|  | Nothronychus graffami      |
|  |                            |

|  | Segnosaurus |
|  |             |
|  | AMNH 6368   |
|  |             |

|         | Erlikosaurus                                                                         |
|         |                                                                                      |
| unnamed | \| \| "Nanshiungosaurus" bohlini \| \| \| \| \| \| Nothronychus graffami \| \| \| \| |
|         | \| \| "Nanshiungosaurus" bohlini \| \| \| \| \| \| Nothronychus graffami \| \| \| \| |
|         | "Nanshiungosaurus" bohlini                                                           |
|         |                                                                                      |
|         | Nothronychus graffami                                                                |
|         |                                                                                      |

|  | "Nanshiungosaurus" bohlini |
|  |                            |
|  | Nothronychus graffami      |
|  |                            |

|         | Erlikosaurus                                                                         |
|         |                                                                                      |
| unnamed | \| \| "Nanshiungosaurus" bohlini \| \| \| \| \| \| Nothronychus graffami \| \| \| \| |
|         | \| \| "Nanshiungosaurus" bohlini \| \| \| \| \| \| Nothronychus graffami \| \| \| \| |
|         | "Nanshiungosaurus" bohlini                                                           |
|         |                                                                                      |
|         | Nothronychus graffami                                                                |
|         |                                                                                      |

|  | "Nanshiungosaurus" bohlini |
|  |                            |
|  | Nothronychus graffami      |
|  |                            |

|         | Erlikosaurus                                                                         |
|         |                                                                                      |
| unnamed | \| \| "Nanshiungosaurus" bohlini \| \| \| \| \| \| Nothronychus graffami \| \| \| \| |
|         | \| \| "Nanshiungosaurus" bohlini \| \| \| \| \| \| Nothronychus graffami \| \| \| \| |
|         | "Nanshiungosaurus" bohlini                                                           |
|         |                                                                                      |
|         | Nothronychus graffami                                                                |
|         |                                                                                      |

|  | "Nanshiungosaurus" bohlini |
|  |                            |
|  | Nothronychus graffami      |
|  |                            |

|         | Erlikosaurus                                                                         |
|         |                                                                                      |
| unnamed | \| \| "Nanshiungosaurus" bohlini \| \| \| \| \| \| Nothronychus graffami \| \| \| \| |
|         | \| \| "Nanshiungosaurus" bohlini \| \| \| \| \| \| Nothronychus graffami \| \| \| \| |
|         | "Nanshiungosaurus" bohlini                                                           |
|         |                                                                                      |
|         | Nothronychus graffami                                                                |
|         |                                                                                      |

|  | "Nanshiungosaurus" bohlini |
|  |                            |
|  | Nothronychus graffami      |
|  |                            |

|  | Segnosaurus |
|  |             |
|  | AMNH 6368   |
|  |             |

|         | Erlikosaurus                                                                         |
|         |                                                                                      |
| unnamed | \| \| "Nanshiungosaurus" bohlini \| \| \| \| \| \| Nothronychus graffami \| \| \| \| |
|         | \| \| "Nanshiungosaurus" bohlini \| \| \| \| \| \| Nothronychus graffami \| \| \| \| |
|         | "Nanshiungosaurus" bohlini                                                           |
|         |                                                                                      |
|         | Nothronychus graffami                                                                |
|         |                                                                                      |

|  | "Nanshiungosaurus" bohlini |
|  |                            |
|  | Nothronychus graffami      |
|  |                            |

|         | Erlikosaurus                                                                         |
|         |                                                                                      |
| unnamed | \| \| "Nanshiungosaurus" bohlini \| \| \| \| \| \| Nothronychus graffami \| \| \| \| |
|         | \| \| "Nanshiungosaurus" bohlini \| \| \| \| \| \| Nothronychus graffami \| \| \| \| |
|         | "Nanshiungosaurus" bohlini                                                           |
|         |                                                                                      |
|         | Nothronychus graffami                                                                |
|         |                                                                                      |

|  | "Nanshiungosaurus" bohlini |
|  |                            |
|  | Nothronychus graffami      |
|  |                            |

|         | Erlikosaurus                                                                         |
|         |                                                                                      |
| unnamed | \| \| "Nanshiungosaurus" bohlini \| \| \| \| \| \| Nothronychus graffami \| \| \| \| |
|         | \| \| "Nanshiungosaurus" bohlini \| \| \| \| \| \| Nothronychus graffami \| \| \| \| |
|         | "Nanshiungosaurus" bohlini                                                           |
|         |                                                                                      |
|         | Nothronychus graffami                                                                |
|         |                                                                                      |

|  | "Nanshiungosaurus" bohlini |
|  |                            |
|  | Nothronychus graffami      |
|  |                            |

|         | Erlikosaurus                                                                         |
|         |                                                                                      |
| unnamed | \| \| "Nanshiungosaurus" bohlini \| \| \| \| \| \| Nothronychus graffami \| \| \| \| |
|         | \| \| "Nanshiungosaurus" bohlini \| \| \| \| \| \| Nothronychus graffami \| \| \| \| |
|         | "Nanshiungosaurus" bohlini                                                           |
|         |                                                                                      |
|         | Nothronychus graffami                                                                |
|         |                                                                                      |

|  | "Nanshiungosaurus" bohlini |
|  |                            |
|  | Nothronychus graffami      |
|  |                            |

|  | Segnosaurus |
|  |             |
|  | AMNH 6368   |
|  |             |

|         | Erlikosaurus                                                                         |
|         |                                                                                      |
| unnamed | \| \| "Nanshiungosaurus" bohlini \| \| \| \| \| \| Nothronychus graffami \| \| \| \| |
|         | \| \| "Nanshiungosaurus" bohlini \| \| \| \| \| \| Nothronychus graffami \| \| \| \| |
|         | "Nanshiungosaurus" bohlini                                                           |
|         |                                                                                      |
|         | Nothronychus graffami                                                                |
|         |                                                                                      |

|  | "Nanshiungosaurus" bohlini |
|  |                            |
|  | Nothronychus graffami      |
|  |                            |

|         | Erlikosaurus                                                                         |
|         |                                                                                      |
| unnamed | \| \| "Nanshiungosaurus" bohlini \| \| \| \| \| \| Nothronychus graffami \| \| \| \| |
|         | \| \| "Nanshiungosaurus" bohlini \| \| \| \| \| \| Nothronychus graffami \| \| \| \| |
|         | "Nanshiungosaurus" bohlini                                                           |
|         |                                                                                      |
|         | Nothronychus graffami                                                                |
|         |                                                                                      |

|  | "Nanshiungosaurus" bohlini |
|  |                            |
|  | Nothronychus graffami      |
|  |                            |

|         | Erlikosaurus                                                                         |
|         |                                                                                      |
| unnamed | \| \| "Nanshiungosaurus" bohlini \| \| \| \| \| \| Nothronychus graffami \| \| \| \| |
|         | \| \| "Nanshiungosaurus" bohlini \| \| \| \| \| \| Nothronychus graffami \| \| \| \| |
|         | "Nanshiungosaurus" bohlini                                                           |
|         |                                                                                      |
|         | Nothronychus graffami                                                                |
|         |                                                                                      |

|  | "Nanshiungosaurus" bohlini |
|  |                            |
|  | Nothronychus graffami      |
|  |                            |

|         | Erlikosaurus                                                                         |
|         |                                                                                      |
| unnamed | \| \| "Nanshiungosaurus" bohlini \| \| \| \| \| \| Nothronychus graffami \| \| \| \| |
|         | \| \| "Nanshiungosaurus" bohlini \| \| \| \| \| \| Nothronychus graffami \| \| \| \| |
|         | "Nanshiungosaurus" bohlini                                                           |
|         |                                                                                      |
|         | Nothronychus graffami                                                                |
|         |                                                                                      |

|  | "Nanshiungosaurus" bohlini |
|  |                            |
|  | Nothronychus graffami      |
|  |                            |

|  | Segnosaurus |
|  |             |
|  | AMNH 6368   |
|  |             |

|         | Erlikosaurus                                                                         |
|         |                                                                                      |
| unnamed | \| \| "Nanshiungosaurus" bohlini \| \| \| \| \| \| Nothronychus graffami \| \| \| \| |
|         | \| \| "Nanshiungosaurus" bohlini \| \| \| \| \| \| Nothronychus graffami \| \| \| \| |
|         | "Nanshiungosaurus" bohlini                                                           |
|         |                                                                                      |
|         | Nothronychus graffami                                                                |
|         |                                                                                      |

|  | "Nanshiungosaurus" bohlini |
|  |                            |
|  | Nothronychus graffami      |
|  |                            |

|         | Erlikosaurus                                                                         |
|         |                                                                                      |
| unnamed | \| \| "Nanshiungosaurus" bohlini \| \| \| \| \| \| Nothronychus graffami \| \| \| \| |
|         | \| \| "Nanshiungosaurus" bohlini \| \| \| \| \| \| Nothronychus graffami \| \| \| \| |
|         | "Nanshiungosaurus" bohlini                                                           |
|         |                                                                                      |
|         | Nothronychus graffami                                                                |
|         |                                                                                      |

|  | "Nanshiungosaurus" bohlini |
|  |                            |
|  | Nothronychus graffami      |
|  |                            |

|         | Erlikosaurus                                                                         |
|         |                                                                                      |
| unnamed | \| \| "Nanshiungosaurus" bohlini \| \| \| \| \| \| Nothronychus graffami \| \| \| \| |
|         | \| \| "Nanshiungosaurus" bohlini \| \| \| \| \| \| Nothronychus graffami \| \| \| \| |
|         | "Nanshiungosaurus" bohlini                                                           |
|         |                                                                                      |
|         | Nothronychus graffami                                                                |
|         |                                                                                      |

|  | "Nanshiungosaurus" bohlini |
|  |                            |
|  | Nothronychus graffami      |
|  |                            |

|         | Erlikosaurus                                                                         |
|         |                                                                                      |
| unnamed | \| \| "Nanshiungosaurus" bohlini \| \| \| \| \| \| Nothronychus graffami \| \| \| \| |
|         | \| \| "Nanshiungosaurus" bohlini \| \| \| \| \| \| Nothronychus graffami \| \| \| \| |
|         | "Nanshiungosaurus" bohlini                                                           |
|         |                                                                                      |
|         | Nothronychus graffami                                                                |
|         |                                                                                      |

|  | "Nanshiungosaurus" bohlini |
|  |                            |
|  | Nothronychus graffami      |
|  |                            |

|  | Segnosaurus |
|  |             |
|  | AMNH 6368   |
|  |             |

|         | Erlikosaurus                                                                         |
|         |                                                                                      |
| unnamed | \| \| "Nanshiungosaurus" bohlini \| \| \| \| \| \| Nothronychus graffami \| \| \| \| |
|         | \| \| "Nanshiungosaurus" bohlini \| \| \| \| \| \| Nothronychus graffami \| \| \| \| |
|         | "Nanshiungosaurus" bohlini                                                           |
|         |                                                                                      |
|         | Nothronychus graffami                                                                |
|         |                                                                                      |

|  | "Nanshiungosaurus" bohlini |
|  |                            |
|  | Nothronychus graffami      |
|  |                            |

|         | Erlikosaurus                                                                         |
|         |                                                                                      |
| unnamed | \| \| "Nanshiungosaurus" bohlini \| \| \| \| \| \| Nothronychus graffami \| \| \| \| |
|         | \| \| "Nanshiungosaurus" bohlini \| \| \| \| \| \| Nothronychus graffami \| \| \| \| |
|         | "Nanshiungosaurus" bohlini                                                           |
|         |                                                                                      |
|         | Nothronychus graffami                                                                |
|         |                                                                                      |

|  | "Nanshiungosaurus" bohlini |
|  |                            |
|  | Nothronychus graffami      |
|  |                            |

|         | Erlikosaurus                                                                         |
|         |                                                                                      |
| unnamed | \| \| "Nanshiungosaurus" bohlini \| \| \| \| \| \| Nothronychus graffami \| \| \| \| |
|         | \| \| "Nanshiungosaurus" bohlini \| \| \| \| \| \| Nothronychus graffami \| \| \| \| |
|         | "Nanshiungosaurus" bohlini                                                           |
|         |                                                                                      |
|         | Nothronychus graffami                                                                |
|         |                                                                                      |

|  | "Nanshiungosaurus" bohlini |
|  |                            |
|  | Nothronychus graffami      |
|  |                            |

|         | Erlikosaurus                                                                         |
|         |                                                                                      |
| unnamed | \| \| "Nanshiungosaurus" bohlini \| \| \| \| \| \| Nothronychus graffami \| \| \| \| |
|         | \| \| "Nanshiungosaurus" bohlini \| \| \| \| \| \| Nothronychus graffami \| \| \| \| |
|         | "Nanshiungosaurus" bohlini                                                           |
|         |                                                                                      |
|         | Nothronychus graffami                                                                |
|         |                                                                                      |

|  | "Nanshiungosaurus" bohlini |
|  |                            |
|  | Nothronychus graffami      |
|  |                            |

|  | Segnosaurus |
|  |             |
|  | AMNH 6368   |
|  |             |

|         | Erlikosaurus                                                                         |
|         |                                                                                      |
| unnamed | \| \| "Nanshiungosaurus" bohlini \| \| \| \| \| \| Nothronychus graffami \| \| \| \| |
|         | \| \| "Nanshiungosaurus" bohlini \| \| \| \| \| \| Nothronychus graffami \| \| \| \| |
|         | "Nanshiungosaurus" bohlini                                                           |
|         |                                                                                      |
|         | Nothronychus graffami                                                                |
|         |                                                                                      |

|  | "Nanshiungosaurus" bohlini |
|  |                            |
|  | Nothronychus graffami      |
|  |                            |

|         | Erlikosaurus                                                                         |
|         |                                                                                      |
| unnamed | \| \| "Nanshiungosaurus" bohlini \| \| \| \| \| \| Nothronychus graffami \| \| \| \| |
|         | \| \| "Nanshiungosaurus" bohlini \| \| \| \| \| \| Nothronychus graffami \| \| \| \| |
|         | "Nanshiungosaurus" bohlini                                                           |
|         |                                                                                      |
|         | Nothronychus graffami                                                                |
|         |                                                                                      |

|  | "Nanshiungosaurus" bohlini |
|  |                            |
|  | Nothronychus graffami      |
|  |                            |

|         | Erlikosaurus                                                                         |
|         |                                                                                      |
| unnamed | \| \| "Nanshiungosaurus" bohlini \| \| \| \| \| \| Nothronychus graffami \| \| \| \| |
|         | \| \| "Nanshiungosaurus" bohlini \| \| \| \| \| \| Nothronychus graffami \| \| \| \| |
|         | "Nanshiungosaurus" bohlini                                                           |
|         |                                                                                      |
|         | Nothronychus graffami                                                                |
|         |                                                                                      |

|  | "Nanshiungosaurus" bohlini |
|  |                            |
|  | Nothronychus graffami      |
|  |                            |

|         | Erlikosaurus                                                                         |
|         |                                                                                      |
| unnamed | \| \| "Nanshiungosaurus" bohlini \| \| \| \| \| \| Nothronychus graffami \| \| \| \| |
|         | \| \| "Nanshiungosaurus" bohlini \| \| \| \| \| \| Nothronychus graffami \| \| \| \| |
|         | "Nanshiungosaurus" bohlini                                                           |
|         |                                                                                      |
|         | Nothronychus graffami                                                                |
|         |                                                                                      |

|  | "Nanshiungosaurus" bohlini |
|  |                            |
|  | Nothronychus graffami      |
|  |                            |

|  | Segnosaurus |
|  |             |
|  | AMNH 6368   |
|  |             |

|         | Erlikosaurus                                                                         |
|         |                                                                                      |
| unnamed | \| \| "Nanshiungosaurus" bohlini \| \| \| \| \| \| Nothronychus graffami \| \| \| \| |
|         | \| \| "Nanshiungosaurus" bohlini \| \| \| \| \| \| Nothronychus graffami \| \| \| \| |
|         | "Nanshiungosaurus" bohlini                                                           |
|         |                                                                                      |
|         | Nothronychus graffami                                                                |
|         |                                                                                      |

|  | "Nanshiungosaurus" bohlini |
|  |                            |
|  | Nothronychus graffami      |
|  |                            |

|         | Erlikosaurus                                                                         |
|         |                                                                                      |
| unnamed | \| \| "Nanshiungosaurus" bohlini \| \| \| \| \| \| Nothronychus graffami \| \| \| \| |
|         | \| \| "Nanshiungosaurus" bohlini \| \| \| \| \| \| Nothronychus graffami \| \| \| \| |
|         | "Nanshiungosaurus" bohlini                                                           |
|         |                                                                                      |
|         | Nothronychus graffami                                                                |
|         |                                                                                      |

|  | "Nanshiungosaurus" bohlini |
|  |                            |
|  | Nothronychus graffami      |
|  |                            |

|         | Erlikosaurus                                                                         |
|         |                                                                                      |
| unnamed | \| \| "Nanshiungosaurus" bohlini \| \| \| \| \| \| Nothronychus graffami \| \| \| \| |
|         | \| \| "Nanshiungosaurus" bohlini \| \| \| \| \| \| Nothronychus graffami \| \| \| \| |
|         | "Nanshiungosaurus" bohlini                                                           |
|         |                                                                                      |
|         | Nothronychus graffami                                                                |
|         |                                                                                      |

|  | "Nanshiungosaurus" bohlini |
|  |                            |
|  | Nothronychus graffami      |
|  |                            |

|         | Erlikosaurus                                                                         |
|         |                                                                                      |
| unnamed | \| \| "Nanshiungosaurus" bohlini \| \| \| \| \| \| Nothronychus graffami \| \| \| \| |
|         | \| \| "Nanshiungosaurus" bohlini \| \| \| \| \| \| Nothronychus graffami \| \| \| \| |
|         | "Nanshiungosaurus" bohlini                                                           |
|         |                                                                                      |
|         | Nothronychus graffami                                                                |
|         |                                                                                      |

|  | "Nanshiungosaurus" bohlini |
|  |                            |
|  | Nothronychus graffami      |
|  |                            |

## Storia della scoperta

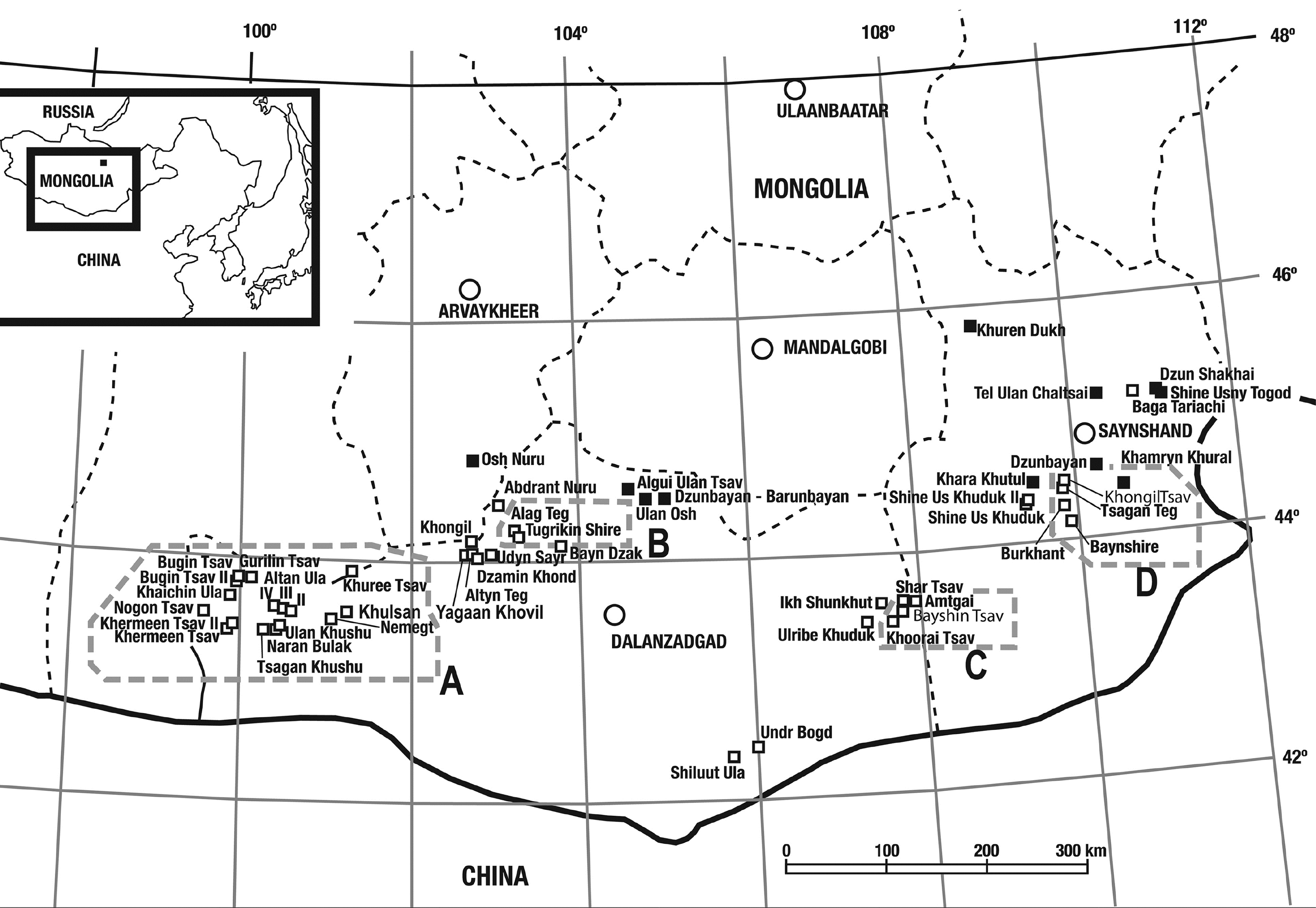
Località fossili cretaciche della Mongolia; I fossili di Therizinosaurus sono stati ritrovati nelle località di Altan Uul, Hermiin Tsav e Nemegt nell'area A (Formazione Nemegt)

Nel 1948, furono condotte diverse spedizioni paleontologiche mongole organizzate dall'Accademia delle scienze dell'URSS all'interno della Formazione Nemegt del deserto del Gobi, nella Mongolia sudoccidentale, con l'obiettivo principale di trovare nuovi fossili. Le spedizioni portarono alla luce numerosi fossili di dinosauri e tartarughe dalla località stratotipica di Nemegt (nota anche come Nemegt Valley), ma gli esemplari più notevoli raccolti furono tre unguali (ossa degli artigli) parziali di arti anteriori di notevoli dimensioni. Questo insieme di unguali venne ritrovato in una suddivisione della località Nemegt designata come Cava V vicino allo scheletro di un grande teropode, in associazione con altri elementi tra cui un frammento metacarpale e diversi frammenti di costole. Fu etichettato con il numero di esemplare PIN 551-483 e in seguito questi fossili furono descritti dal paleontologo russo Evgeny Maleev, nel 1954, che li usò per nominare scientificamente il nuovo genere e specie tipo Therizinosaurus cheloniformis, diventando l'esemplare olotipo. Il nome generico, Therizinosaurus, deriva dal greco θερίζω/therízo che significa "falce", "mietere" o "tagliare", e σαῦρος/sauros che significa "lucertola", in riferimento agli enormi unguali dell'animale, mentre il nome specifico, cheloniformis, deriva dal greco χελώνη/chelóni che significa "tartaruga" e dal latino formis ossia "dalla forma simile", poiché inizialmente si pensava che i resti appartenessero a un rettile simile a una tartaruga. Maleev ha anche coniato una famiglia separata per questo nuovo ed enigmatico taxon: Therizinosauridae. Dal momento che si conosceva ben poco di Therizinosaurus al momento della sua descrizione originale, Maleev pensava che l'esemplare PIN 551-483 appartenesse a un grande rettile simile a una tartaruga lunga 4,5 metri (15 piedi) che faceva affidamento sui suoi artigli giganti per raccogliere le alghe.

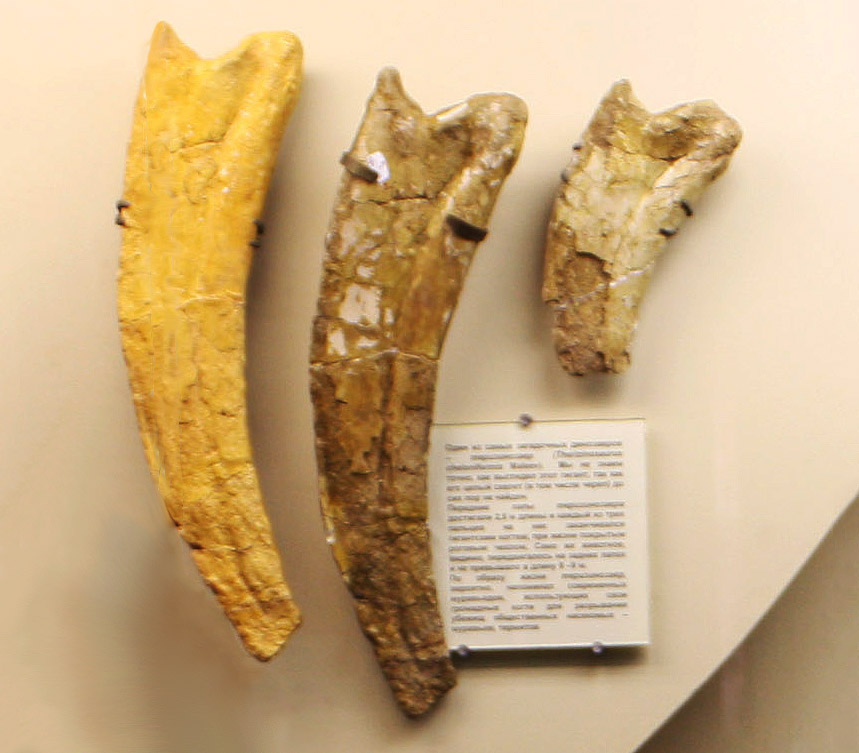
Unguali olotipo PIN 551–483 al Museo Paleontologico di Mosca

Sebbene non fosse del tutto chiaro a quale tipo di animale appartenessero questi fossili, nel 1970 il paleontologo russo Anatoly K. Rozhdestvensky fu uno dei primi autori a suggerire che Therizinosaurus fosse un teropode e non una tartaruga, confrontando gli unguali olotipici di Therizinosaurus con Chilantaisaurus, proponendo che gli unguali provenissero effettivamente da un dinosauro carnosauro, interpretando così Therizinosaurus come un teropode. Rozhdestvensky ha anche illustrato i tre unguali olotipici e ha identificato nuovamente il frammento metacarpale come un osso metatarso, e sulla base della forma insolita dei frammenti sia del metatarso che delle costole li elencò come resti di sauropodi. Queste affinità teropodi furono seguite anche dalla paleontologa polacca Halszka Osmólska e dalla coautrice Ewa Roniewicz, nel 1970, durante la denominazione e descrizione di Deinocheirus, un altro grande ed enigmatico teropode della formazione inizialmente noto solo per degli arti anteriori parziali. Similmente a Rozhdestvensky, suggerirono che gli unguali olotipici appartenessero più probabilmente a un teropode carnosauro, piuttosto che a una grande tartaruga.

### Esemplari aggiuntivi

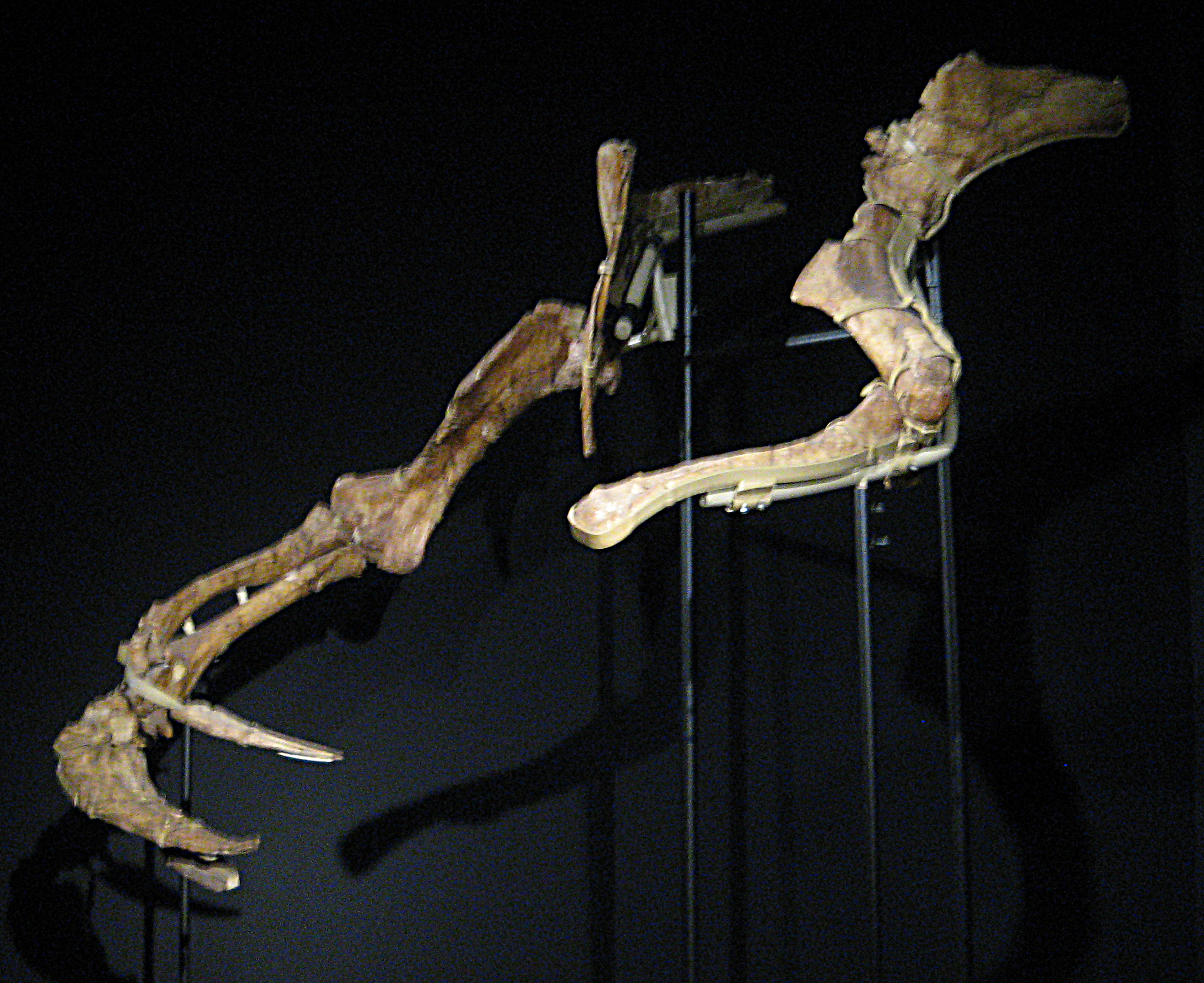
Braccia dell'esemplare MPC-D 100/15 con unguali 100/16 e 100/17, al CosmoCaixa di Barcellona

Ulteriori spedizioni nella Formazione Nemegt portarono alla luce nuovi fossili di Therizinosaurus. Nel 1968 prima delle dichiarazioni di Rozhdestvensky, Osmólska e Roniewicz, la parte superiore di un unguale degli arti anteriori venne ritrovata nella località di Altan Uul ed etichettata come MPC-D 100/17 (ex IGM o GIN). Nel 1972, un altro unguale frammentario (esemplare MPC-D 100/16) venne recuperato negli Upper White Beds della località di Hermiin Tsav, conservando solo la parte inferiore. Nel corso del 1973, un esemplare molto più completo, grande e articolato venne ritrovato a Hermiin Tsav. Questo esemplare venne etichettato come MPC-D 100/15 ed è costituito da entrambe le braccia, compresi entrambi gli scapulocoracoidi, entrambi gli omeri, l'ulna destra con radio, e l'ulna sinistra, due carpali destri, il metacarpo destro che include il dito II completo, e alcune costole con gastralia. Come comune con i fossili, alcuni elementi non si erano conservati del tutto, come gli scapulocoracoidi che presentavano estremità frastagliate, e il braccio sinistro è meno completo di quello destro. Tutti questi esemplari furono descritti per la prima volta e riferiti a Therizinosaurus dal paleontologo mongolo Rinchen Barsbold, nel 1976. In questa nuova monografia, Barsbold sottolineò che i frammenti di costola in MPC-D 100/15 erano più sottili di quelli dell'olotipo e ha identificato MPC-D 100/16 e 100/17 come appartenenti rispettivamente alle dita I e III. Per Barsbold era chiaro che MPC-D 100/15 rappresentasse un esemplare di Therizinosaurus poiché l'unguale in questo esemplare condivideva l'allungamento e la morfologia appiattita di tutti gli esemplari precedenti. Concluse quindi che Therizinosaurus fosse un taxon di teropodi poiché MPC-D 100/15 corrispondeva a più caratteristiche osservate nei teropodi.

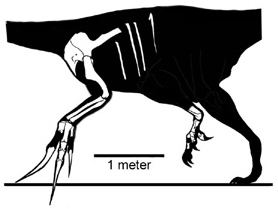
Scheletro composito dei resti conosciuti di Therizinosaurus

Sempre durante il 1973, la spedizione paleontologica congiunta sovietico-mongola rinvenne nuovi elementi fossili, etichettandoli come l'esemplare MPC-D 100/45, nella località di Hermiin Tsav. A differenza degli esemplari precedenti, MPC-D 100/45 è rappresentato da un arto posteriore destro composto da un femore molto frammentato con l'estremità inferiore della tibia, astragalo, calcagno, tarsale IV, un piede tetradactilo funzionale (piede con quattro dita funzionali) che comprendeva quattro metatarsali parziali, dita I e III parzialmente conservate e dita II e IV quasi complete. Questi resti più recenti furono descritti dal paleontologo mongolo Altangerel Perle, nel 1982. Perle considerava improbabile la classificazione di Therizinosaurus e Therizinosauridae in Chelonia (ordine delle tartarughe) e ipotizzò che Therizinosaurus e Segnosaurus (all'epoca di questa descrizione considerato un dinosauro teropode) fossero particolarmente simili sulla base della morfologia degli scapulocoracoidi, differendo solo nelle dimensioni. Perle riferì MPC-D 100/45 a Therizinosaurus dato che questo esemplare è stato trovato vicino alla posizione di MPC-D 100/15 ed era molto simile al piede di Segnosaurus. Nel 1990, Barsbold e Teresa Maryanska concordarono con Perle sul fatto che il materiale degli arti posteriori di Hermiin Tsav che descrisse nel 1982 appartenesse ad un therizinosauro (allora chiamati segnosauri) dato che il metatarso era tozzo e l'astragalo aveva un processo ascendente arcuato lateralmente (estensione ossea), ma mise in dubbio il suo riferimento a Therizinosaurus e l'identità segnosauriana per questo taxon poiché era noto solo dalla cintura pettorale e da altri elementi degli arti anteriori, rendendo impossibile il confronto diretto tra gli esemplari. Pertanto, considerò questo esemplare un rappresentante di Segnosauria del Cretaceo superiore, ma non Therizinosaurus.
Nel 2010, tuttavia, la paleontologa nordamericana Lindsay E. Zanno nella sua ampia rivalutazione tassonomica di Therizinosauria ritenne che il riferimento di MPC-D 100/45 a Therizinosaurus fosse dettato dalla logica essendo stato raccolto nello stesso contesto stratigrafico (Formazione Nemegt) come l'olotipo, e condivideva la morfologia robusta e le quattro dita degli altri therizinosauridi, come Segnosaurus. Ha anche escluso il materiale delle costole dall'olotipo poiché è stato nuovamente identificato da Rozhdestvensky come, probabilmente, proveniente da un dinosauro sauropode e non dallo stesso Therizinosaurus.

## Paleobiologia

### Dieta

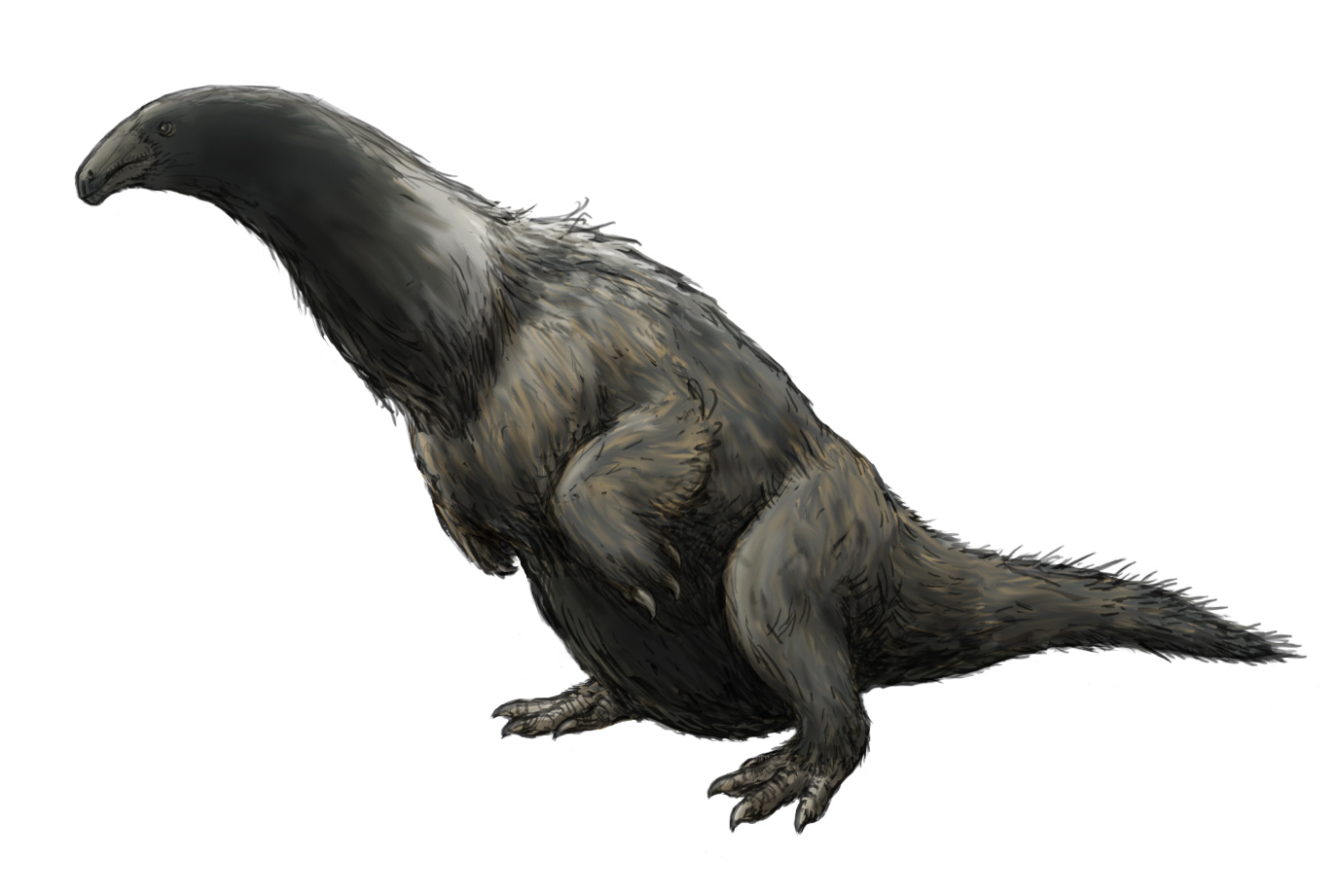
Ricostruzione di Erliansaurus in posizione seduta. Therizinosaurus potrebbe essersi seduto sul bacino allo stesso modo mentre si nutriva

Nel 1993, Dale A. Russell e Donald E. Russell analizzarono Therizinosaurus e Chalicotherium (le specie trattate in questo studio sono ora considerate parte del genere Anisodon) e notarono alcune somiglianze nei rispettivi piani anatomici, anche se i due animali fanno parte di due gruppi completamente diversi. Entrambi i generi avevano lunghe braccia, ben sviluppate e relativamente forti; la cintura pelvica era robusta, in grado di sopportare il peso dell'animale, permettendo a quest'ultimo di sedersi; e la struttura degli arti posteriori (in particolare il piede) era corta e robusta. Russell e Russell considerano questi adattamenti un esempio di evoluzione convergente (una condizione in cui organismi non imparentati tra di loro evolvono tratti simili, in risposta ad una nicchia ecologica simile) tra mammiferi estinti e dinosauri. Inoltre, questo piano anatomico è condiviso anche dai moderni gorilla. Siccome gli animali che condividono questo piano anatomico sono perlopiù erbivori, gli autori dello studio hanno suggerito uno stile di vita erbivoro per Therizinosaurus. Russell e Russell hanno ricostruito il comportamento alimentare di Therizinosaurus, dipingendo un animale in grado di rimanere seduto mentre si nutriva dai grandi arbusti e dagli alberi, utilizzando le lunghe braccia ed artigli per afferrare e tirare a sé il fogliame. Il lungo collo dell'animale avrebbe, inoltre, minimizzato lo sforzo. Poiché le sue braccia erano abbastanza lunghe da toccare il suolo durante determinate posizioni, avrebbero potuto aiutare il dinosauro a sollevarsi da una posizione prona. Se l'animale, invece, brucava in piedi, in posizione bipede, Therizinosaurus potrebbe essere stato in grado di raggiungere una vegetazione ancora più alta, sostenendosi con i suoi piedi corti e robusti. Inoltra grazie a recenti studi si è ipotizzato anche che una delle diete del Therzinosaurus fosse a base di insetti, rendendolo anche insettivoro. Mentre Chalicotherium era più adattato ad agganciare i rami degli alberi, gli arti di Therizinosaurus erano meglio adatti a spingere grandi ciuffi di fogliame grazie ai suoi lunghi artigli. È anche possibile che Therizinosaurus fosse meno preciso nei movimenti rispetto a Chalicotherium, poiché quest'ultimo aveva capacità cerebrali, dentali e muscolari più sviluppate.
Anthony R. Fiorillo e colleghi, nel 2018, suggerirono che Therizinosaurus avesse una forza del morso ridotta, utile per tagliare la vegetazione e nutrirsi, sulla base di therizinosauridi affini, come Erlikosaurus e Segnosaurus. Si stima che la forza del morso iniziò a diminuire nei therizinosauri primitivi perpetrando nei generi più derivati, come appunto Therizinosaurus.

### Funzione degli artigli

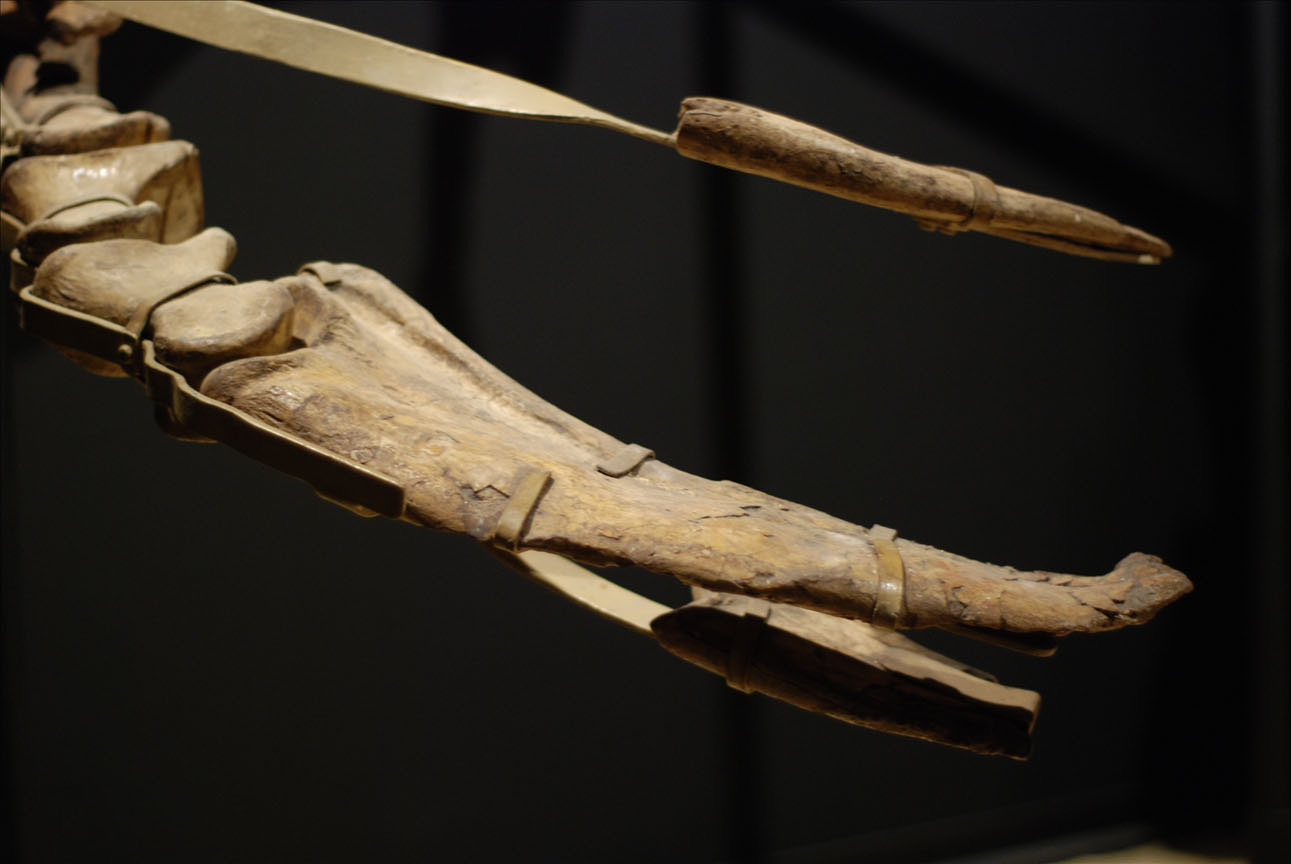
Vista laterale degli unguali negli esemplari MPC-D 100/15, 100/16 e 100/17. Therizinosaurus potrebbe aver usato i suoi artigli per afferrare il fogliame e tirarlo a sé.

Quando venne descritto per la prima volta da Maleev nel 1954, come una tartaruga acquatica gigante, si pensava che i grandi artigli di Therizinosaurus venissero usati per raccogliere le alghe. Nel 1970, Rozhdestvensky riesaminò gli artigli e ipotizzò una funzione specializzata nell'apertura dei termitai o una dieta frugivora. Barsbold, nel 1976, suggerì che gli insoliti artigli del Therizinosaurus potessero essere usati per impalare piccole prede o per scavare in terreni sconnessi, tuttavia, lo stesso Barsbold sottolineò la loro famigerata fragilità all'impatto. Nel 1995, Lev A. Nessov suggerì che gli artigli allungati dell'animale fossero usati per difendersi dai predatori e che i giovani avrebbero usare i loro artigli per condurre uno stile di vita arboricolo, in modo simile ai bradipi o ai pulcini di hoatzin.
Nel 2014, Lautenschlager testò la funzione di vari artigli di therizinosauro, inclusi quelli di Therizinosaurus, attraverso delle simulazioni digitali. Vennero simulati tre diversi scenari funzionali per ciascuna morfologia di artiglio con una forza di 400 N applicata in ciascun scenario: graffio/scavo; agganciare e tirare; e perforazione. Sebbene gli artigli tozzi di Alxasaurus dimostrassero una bassa tolleranza agli stress, la tolleranza agli stress motori aumentava con la curvatura e l'allungamento degli artigli di Falcarius, Nothronychus e Therizinosaurus. Alcuni dei più alti magnitudi di sollecitazione e deformazione vennero ottenuti nello scenario graffio/scavo; lo scenario aggancia e tira, al contrario, ha prodotto magnitudini inferiori, e ancora di meno nello scenario di perforazione. In particolare, lo stress complessivo era più pronunciato negli insoliti artigli di Therizinosaurus, che potrebbero rappresentare un caso eccezionale di specializzazione per la loro lunghezza. Lautenschlager notò che gli artigli più curvi e allungati di alcuni therizinosauri non erano adatti allo scenario graffio/scavo, indicando che questa era la funzione più improbabile per queste strutture. Sebbene siano noti diversi dinosauri che mostrano adattamenti ad uno stile di vita fossorio, tale comportamento è improbabile per buona parte dei therizinosauri per via delle loro dimensioni. Inoltre, la presenza di piume sulle braccia, presenti in tutti i maniraptori, avrebbe ostacolato lo scavo con gli arti anteriori, e la morfologia del piede dei therizinosauri mal si adatta allo scavo. Invece di scavare, è più probabile che Therizinosaurus utilizzasse gli artigli della mani per tirare o afferrare la vegetazione e avvicinarla a sé. Questo comportamento renderebbe i therizinosauri più simili ai formichieri odierni e ai bradipi terricoli. Lautenschlager non poté né confermare né escludere che gli artigli di Therizinosaurus potessero avere altre funzioni, come difesa, combattimenti intraspecifici, dimorfismo sessuale o afferrare il partner durante l'accoppiamento, data la mancanza di più esemplari fossili. Lautenschlager dichiarò che non ci sono prove che i lunghi artigli del Therizinosaurus potessero essere usati per difesa o per l'attacco, tuttavia, è possibile che queste appendici potessero avere comunque un ruolo nell'affrontare una minaccia, come l'intimidazione.
Scott A. Lee e Zachary Richards, nel 2018, sulla base delle misurazioni della resistenza alla flessione di diversi omeri di dinosauri, hanno scoperto che gli omeri di carnosauri, therizinosauri e tyrannosauri erano relativamente resistenti allo stress. Questa maggiore capacità di resistere allo stress supporta l'idea che Therizinosaurus e altri therizinosauri usassero le loro braccia in modo attivo e fossero in grado di generare forze significative. Lee e Richards hanno anche suggerito che gli artigli prominenti di alcuni therizinosauri avrebbero potuto essere usati come difesa contro i predatori e per altre funzioni. A differenza degli ornithomimosauri che contavano sulla loro agilità e velocità per sfuggire ai predatori, Therizinosaurus e affini sarebbero stati troppo lenti per superare in corsa i loro predatori, e pertanto avrebbero fatto affidamento sui loro artigli per affrontare le minacce.

## Paleoecologia

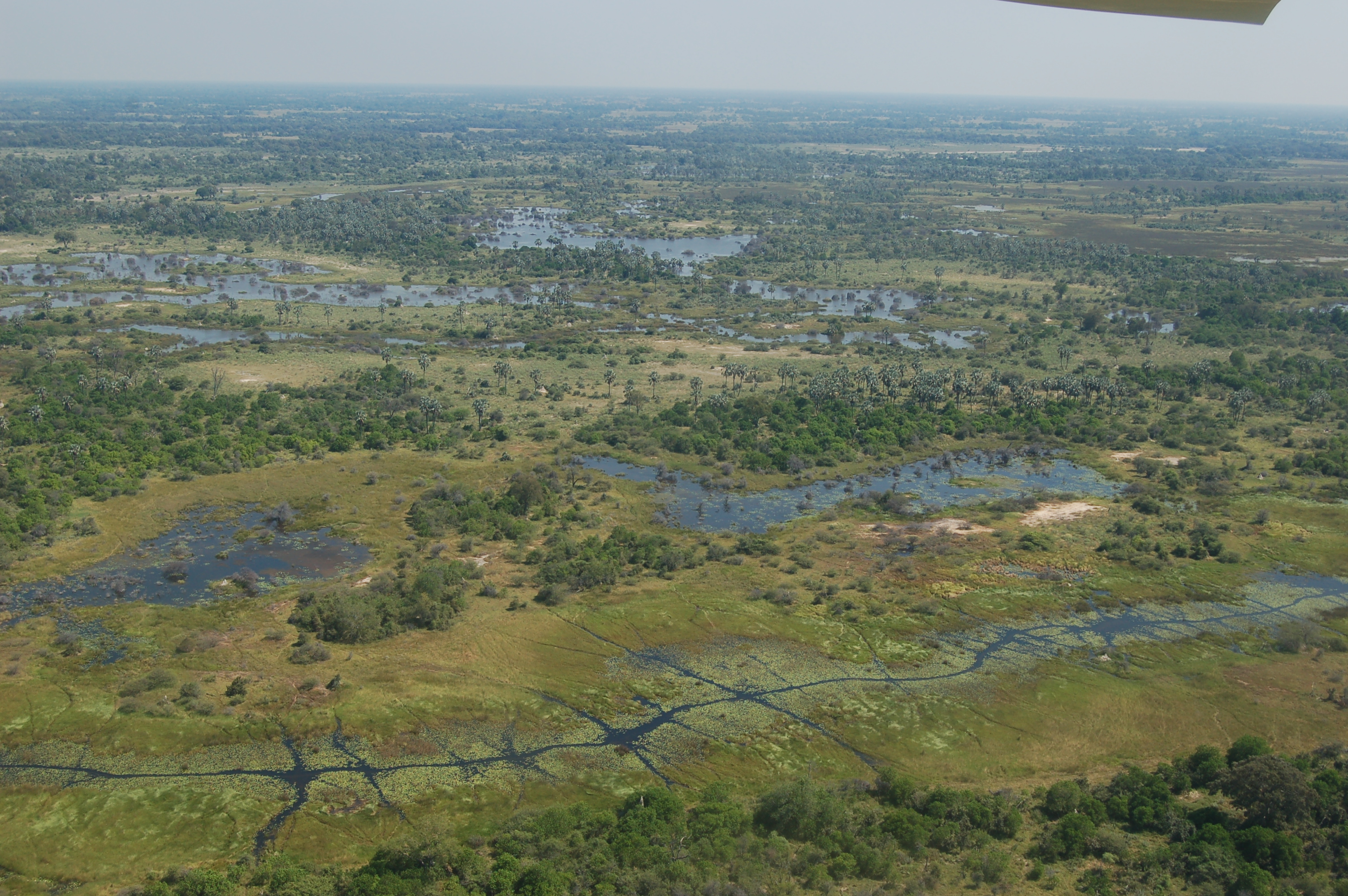
La Formazione Nemegt potrebbe aver avuto ambienti simili a quelli del delta dell'Okavango

I resti di Therizinosaurus sono stati ritrovati nella famosa Formazione Nemegt del deserto del Gobi. Sebbene questa formazione non sia mai stata datata radiometricamente a causa della discontinuità delle esposizioni e dell'assenza di facies rocciose vulcaniche databili, l'insieme dei fossili di vertebrati suggerisce un primo stadio Maastrichtiano, probabilmente tra i 70 e i 68 milioni di anni fa. La Formazione Nemegt è divisa in tre membri informali. Il membro inferiore è composto principalmente da sedimenti fluviali, mentre i membri medio e superiore sono costituiti da sedimenti alluvionali, paludosi, lacustri e fluviali.
Gli ambienti in cui viveva Therizinosaurus sono stati determinati dalla sedimentazione attraverso la formazione, dal livello δ13C conservato sullo smalto dei denti di molti dinosauri erbivori della formazione e dai numerosi legni pietrificati ritrovati nella formazione. L'ambiente era costituito da grandi fiumi serpeggianti e intrecciati con estesi boschi composti da grandi foreste di Araucaria che sostenevano diversi dinosauri erbivori, come Therizinosaurus. Il clima della formazione era relativamente temperato (temperature medie annue comprese tra i 7,6 e gli 8,7 °C), caratterizzata da monsoni, con inverni freddi e secchi ed estati calde e piovose con l'aggiunta di precipitazioni medie annue comprese tra i 775 e i 835 mmm, precipitazioni soggette a forti oscillazioni stagionali. Gli ambienti umidi della Formazione Nemegt potrebbero aver agito come un'oasi, attraendo oviraptoridi da località aride vicine, come la Formazione Barun Goyot, come evidenziato dalla presenza di Nemegtomaia in entrambe le regioni. È stato suggerito che la Formazione Nemegt potesse essere simile all'odierno delta dell'Okavango, anch'esso composto da un ambiente mesico (ben irrigato).

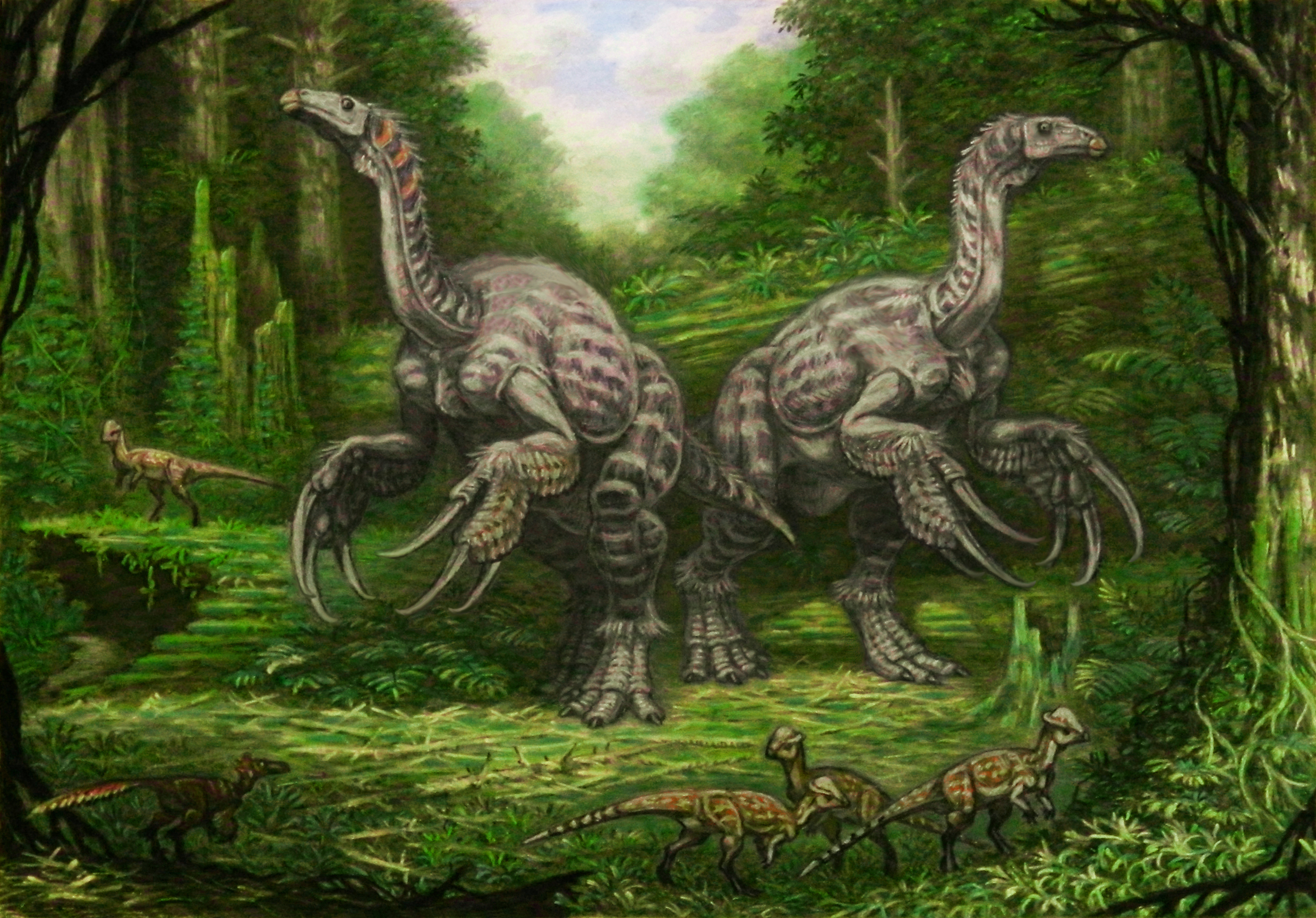
Ricostruzione di una coppia di Therizinosaurus insieme a un piccolo gruppo di Prenocephale e Adasaurus

La paleofauna della Formazione Nemegt era varia e ricca, composta da diversi dinosauri, come gli alvarezsauri Mononykus e Nemegtonykus; i deinonychosauri Adasaurus e Zanabazar; gli ornithomimosauri Anserimimus e Gallimimus; gli oviraptorosauri Avimimus, Rinchenia ed Elmisaurus; i tirannosauridi Alioramus e forse Bagaraatan; gli ankylosauridi Saichania e Tarchia; e i pachycephalosauridi Homalocephale e Prenocephale. La megafauna del Nemegt comprendeva il gigantesco ornitomimosauro Deinocheirus; gli adrosauridi Barsboldia e Saurolophus; i titanosauri Nemegtosaurus e Opisthocoelicaudia; e il tirannosauride Tarbosaurus, che rappresentava il superpredatore di questo ecosistema. La regione offriva un'oasi anche per piccoli animali, come gli uccelli Judinornis e Teviornis; diversi ostracodi d'acqua dolce in numerose località; pesci; tartarughe terrestri e acquatiche, come Mongolochelys e Nemegtemys; e il crocodylomorfo Paralligator.
Poiché i sedimenti in cui sono stati ritrovati i resti di Therizinosaurus sono di origine fluviale, è stato suggerito che l'animale prediligesse nutrirsi nelle aree ripariali. Therizinosaurus era uno dei dinosauri più alti della Formazione Nemegt, e grazie alle sue dimensioni era in grado di nutrirsi dalle fronde più alte, non dovendo quindi competere significativamente con altri erbivori per le stesse risorse. Tuttavia, potrebbe essersi verificata una partizione di nicchia con i titanosauri della formazione, anch'essi dotati di un lungo collo e in grado di raggiungere il fogliame più alto. D'altronde, se Therizinosaurus fosse stato un erbivoro che si cibava di bassa vegetazione avrebbe dovuto competere con gran parte degli erbivori suoi contemporanei, come Saurolophus. L'unico predatore che potesse rappresentare una minaccia per un Therizinosaurus, era il tirannosauride Tarbosaurus. Tuttavia, grazie alle enormi dimensioni di Therizinosaurus, anche un grande Tarbosaurus non sarebbe stato in grado di mordere più in alto delle cosce o del ventre di un Therizinosaurus. In questo scenario, gli artigli allungati dell'animale potrebbero essere stati utili per difendersi o per intimidire il predatore. È anche possibile che Therizinosaurus dovesse competere per altre varie risorse con i contemporanei Deinocheirus, Saurolophus, Nemegtosaurus e Opisthocoelicaudia.

## Nella cultura di massa

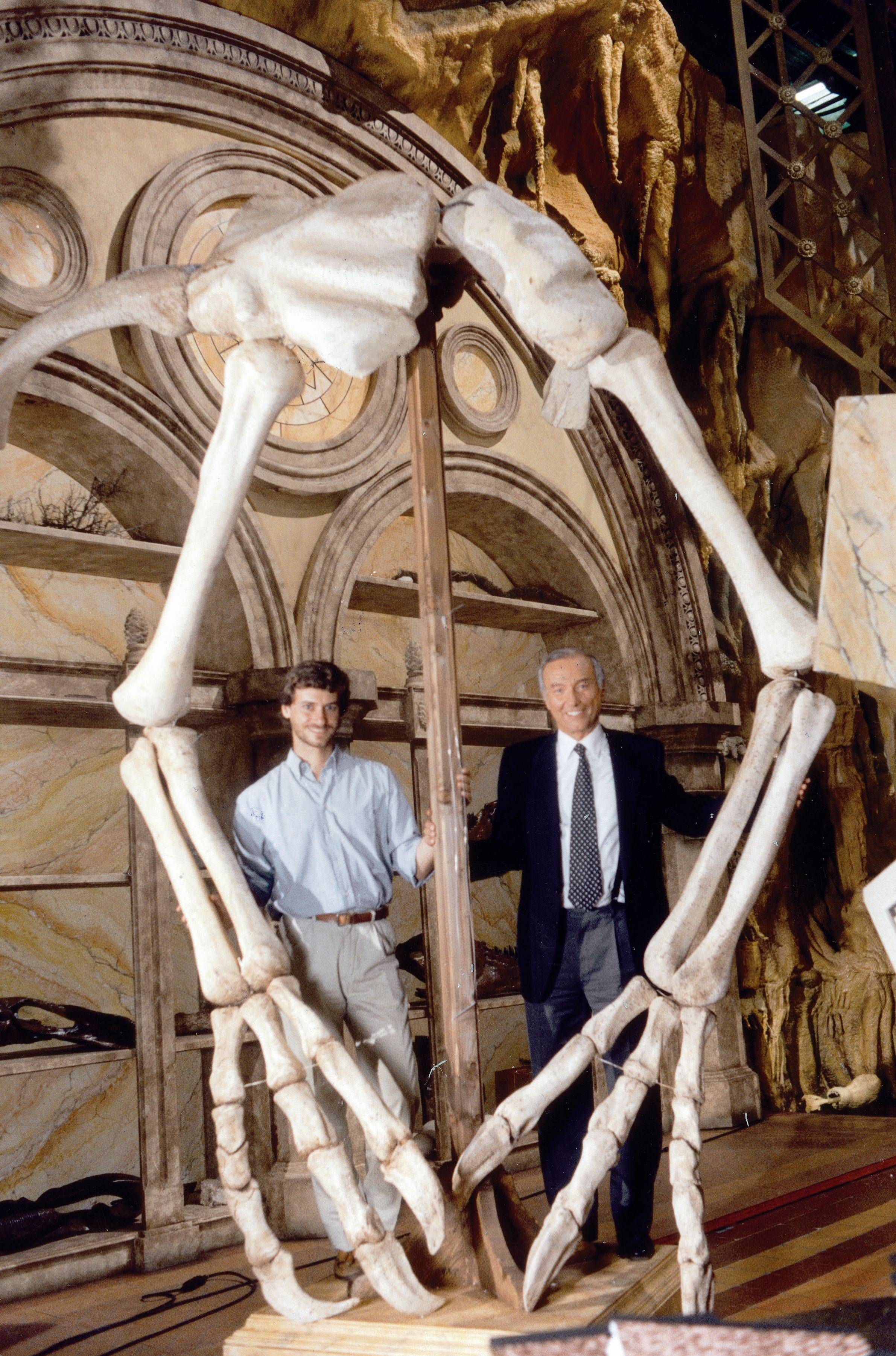
Piero Angela con il figlio Alberto, durante le riprese della serie Il pianeta dei dinosauri (1993), sotto gli artigli di un Therizinosaurus

Sin dalla sua scoperta, il Therizinosaurus è diventato uno dei dinosauri erbivori più famosi e più iconici, il suo successo è dovuto soprattutto ai suoi peculiari lunghi e affiliati artigli che contrariamente da quello che la cultura di massa dice, venivano utilizzati come “forchetta” per avvicinare il cibo e molto meno per difendersi, secondo la cultura di massa il Therizinosaurus usa i suoi lunghi e affiliati artigli principalmente per il combattimento. Un altro motivo per cui il Therizinosaurus è diventato uno dei dinosauri più famosi è l'enorme inserimento all'interno di moltissimi documenti dedicati ai dinosauri.
Nel franchise di Jurassic Park, il DNA del Therizinosaurus viene utilizzato per gli arti anteriori dell’ibrido Indominus Rex, antagonista del film Jurassic World (2015), mentre la specie in sé compare successivamente in Jurassic World - Il dominio (2022), dove appare un esemplare cieco e ferocemente territoriale, inoltre il Tyrannosaurus rex di Isla Nublar sfrutterà i suoi lunghi ed affilati artigli per trafiggere e uccidere il Giganotosaurus, l'ntagonista principale alla fine del film.
Il Therizinosaurus è stato inserito nei videogiochi Jurassic World il Gioco (2015) e molto successivamente nel DLC basato sulla fauna preistorica della valle di Jurassic World Evolution 2 (2021). È anche una delle specie che è possibile addomesticare nel videogioco Ark: Survival Evolved (2015).
Tra i documentari che hanno raffigurato questo animale, vi sono un episodio speciale di Nel mondo dei dinosauri intitolato Alla Ricerca dell'Artiglio Gigante (The Giant Claw) fu il primo prodotto visivo a raffigurare questo animale, è presente anche nel documentario Il pianeta preistorico, dove appaiono esemplari sia giovani che adulti. Nella prima puntata della serie documentaristica condotta da Piero Angela, Il pianeta dei dinosauri, il conduttore mostra un grande artiglio fossile dell'animale in cui informa lo spettatore di tale appartenenza e le dimensioni che poteva avere l'animale.